# Valaques
Valaques est un terme polysémique qui peut désigner en français :
- une appartenance géographique ;
- un ensemble historique, culturel et ethnographique de populations ;
- un ensemble juridique de lois, coutumes et franchises.

Drapeau des Daco-roumains

Drapeau des Aroumains

Géographiquement, « Valaques » désigne les habitants de la Valachie (région méridionale de la Roumanie) et, dans la péninsule des Balkans, les populations de langue romane soit les Aroumains, les Mégléno-Roumains et les Istro-Roumains (certains linguistes y incluaient jadis les Dalmates). Il est parfois employé en Serbie et en Bulgarie pour désigner aussi les Roumains locaux.
Historiquement, avant le milieu du XIXe siècle, « Valaques » était l'exonyme qui désignait les populations locutrices des langues romanes orientales issues de la romanisation des langues paléo-balkaniques (Daces, Gètes, Thraces, Illyres, Dalmates...) du Ier au VIe siècle dans les Balkans et le bassin du bas-Danube. Il est encore employé dans ce sens par les historiens et notamment dans de nombreux atlas historiques.
Les historiens roumains préfèrent employer le terme de « Proto-roumains » (jusqu'au XIe siècle) et de « Roumains » (depuis le XIIe siècle), d'une part parce qu'à l'instar des autres populations romanophones issues de la désagrégation de l'Empire romain, les « Valaques » se désignaient eux-mêmes par des endonymes comme romani, români, rumâni, rumâri, armâni ou arumâni, d'autre part parce que « Valaques » pouvait aussi être localement employé (notamment dans l'espace ex-yougoslave) pour désigner des montagnards, des bergers ou des fidèles de l'Église orthodoxe non romanophones, ou ayant cessé de l'être depuis des générations.
D'autres historiens et linguistes préfèrent les termes, plus neutres et plus précis, de « Thraco-Romains » (du Ier au VIe siècle), de « Romans orientaux » du VIe au XIIIe siècle et de « Roumains », « Aroumains » et autres « romans balkaniques » depuis le XIIIe siècle,,,,,. Mais, en règle générale, l'existence avant le XIVe siècle des populations romanes d'Europe sud-orientale et des Balkans est le plus souvent occultée dans les sources secondaires, en raison de la très large diffusion, par des auteurs principalement austro-hongrois, d'une seule des trois thèses historiques concernant l'histoire des Roumains, au détriment des deux autres.
Juridiquement, « Valaques » s'applique en relation avec l'usage du « droit valaque » dans les communautés de ce nom des Balkans et de la Hongrie médiévale.

## Étymologie
Selon Adolphe Bloch, l'origine de Valaque est Walh, nom par lequel les Germains (et notamment les Goths lorsqu'ils sont entrés en contact avec le monde romain) désignaient les locuteurs celtiques, puis latins et romans (dans le Norique par exemple). Walh lui-même, toujours selon A. Bloch vient, semble-t-il, des Volques, peuple celtique avec lequel les Germains furent en contact sur leurs marges méridionales, et signifiait en germanique « étranger ». Il est possible que Walh et Volques soient reliés, à travers les langues indo-européennes à वल / vala signifiant personne en sanskrit.
Selon R. Rohlfs, Walh- a également donné Galles (pour Wales) et Gaule (Walha) en français d'oïl, car dans cette langue l'élément wa- initial et l'élément -alh aboutissent respectivement ga- (*wardan > garder, *waidanjan > gagner) et -aule (salha > saule): Gaule n'est donc pas issu du latin savant Gallia qui en français courant aurait donné *Geaille, Jaille (car les latins ga- initial et li devant voyelle donnent en langue d'oïl respectivement ja- ou gea- comme dans galbinum > jaune, gaiium > geai ou gabatam > jatte, et -ill comme dans alium > ail ou filiam > fille). Ce mot a également donné les mots Wallon et Wallonie dont la région fut l'une des zones frontières entre les anciens territoires celtes et germaniques (voir l'Histoire du terme Wallon).

## Usages, paranymes et synonymes
Le mot « Valaques » peut désigner en français les habitants de :
- ce que les historiens nomment des « Romanies populaires » : des communautés latinophones restées sans couverture politique romaine après le retrait des légions face aux Germains: il y en eut de nombreuses entre la mer du Nord (île de Walcheren aux Pays-Bas) et la mer Noire (pays « valaques », c'est-à-dire roumanophones) en passant par les Ardennes (Wallons), les Vosges et le Jura suisse (Welsches), les Alpes (Walchenthal, Walchengau, Walchensee), les Carpates (Valaquie morave en Moravie tchèque, Vlachfölds en Hongrie), les monts Dinariques (Romanija Planina, Vlašina, Vlašić en Bosnie) et les Balkans (Stari Vlah, Vlahina, Vlashina, Vlachoklissoura…)[14]. Au sens restreint, une « Valachie » ne regroupe que des romans orientaux et est gouvernée selon le jus valachicum (vlach jog ou « droit valaque ») permettant à leurs joupans de rendre la justice, tolérant la foi orthodoxe et garantissant les droits de pâturage[15],[N 3]. Les habitants de ces Valachies se nommaient eux-mêmes « Romans » (Armâni ou Rumâni, termes francisés en « Aroumains » et « Roumains », qui ont remplacé le terme antérieur « Valaques » devenu trop polysémique et parfois péjoratif).
- la Valachie « neigeuse » (χιονισμένη Βλαχία, cнежно Βлашко ou Havasalföld) - entre Carpates et Haemus le long du bas-Danube du Ve au VIIe siècle[16].
- la « grande » Valachie (μεγαλῄ Βλαχία Megalí Vlachía) - dans Macédoine-Occidentale et en Thessalie au IXe siècle[17].
- la « petite » Valachie (μικρῄ Βλαχία Mikrí Vlachía) - en Acarnanie au IXe siècle[18].
- la Valachie « noire » ou « maritime » (μαϐρῄ Βλαχία « Morlaquie ») - en Dalmatie au XIIe siècle[19],[20].
- le royaume bulgaro-valaque (dit « deuxième État bulgare » dans l'historiographie moderne) aux XIIe et XIIIe siècles[21],[22].
- la principauté de Transylvanie (Valachia interior « Valachie intérieure ») au XIIe siècle, issue de la réorganisation des Vlachfölds roumains de Hongrie, qui a fusionné avec le Royaume de Hongrie en 1867 avant de devenir roumaine en 1918.
- la principauté de Valachie (ȣɴгρоϐлахίа « Hongro-Valachie ») au XIVe siècle, issue de l'émigration vers le Danube des chefs des Vlachfölds de Hongrie, et qui a fusionné avec la principauté de Moldavie pour former la Roumanie en 1859.
- la principauté de Moldavie (Вогδаɴоϐлахίа « Bogdano-Valachie ») au XIVe siècle, issue de l'émigration vers le Nistre des chefs de l'un des Vlachfölds de Hongrie, la Marmatie, et qui a fusionné avec la principauté de Valachie pour former la Roumanie en 1859.
- la région de Valachie en Roumanie actuelle (en roumain : Ца́ра Ромѫнѣ́скъ Țara Românească, composée de l'Olténie, de la Munténie et, entre 1395 et 1422, de la Dobroudja).

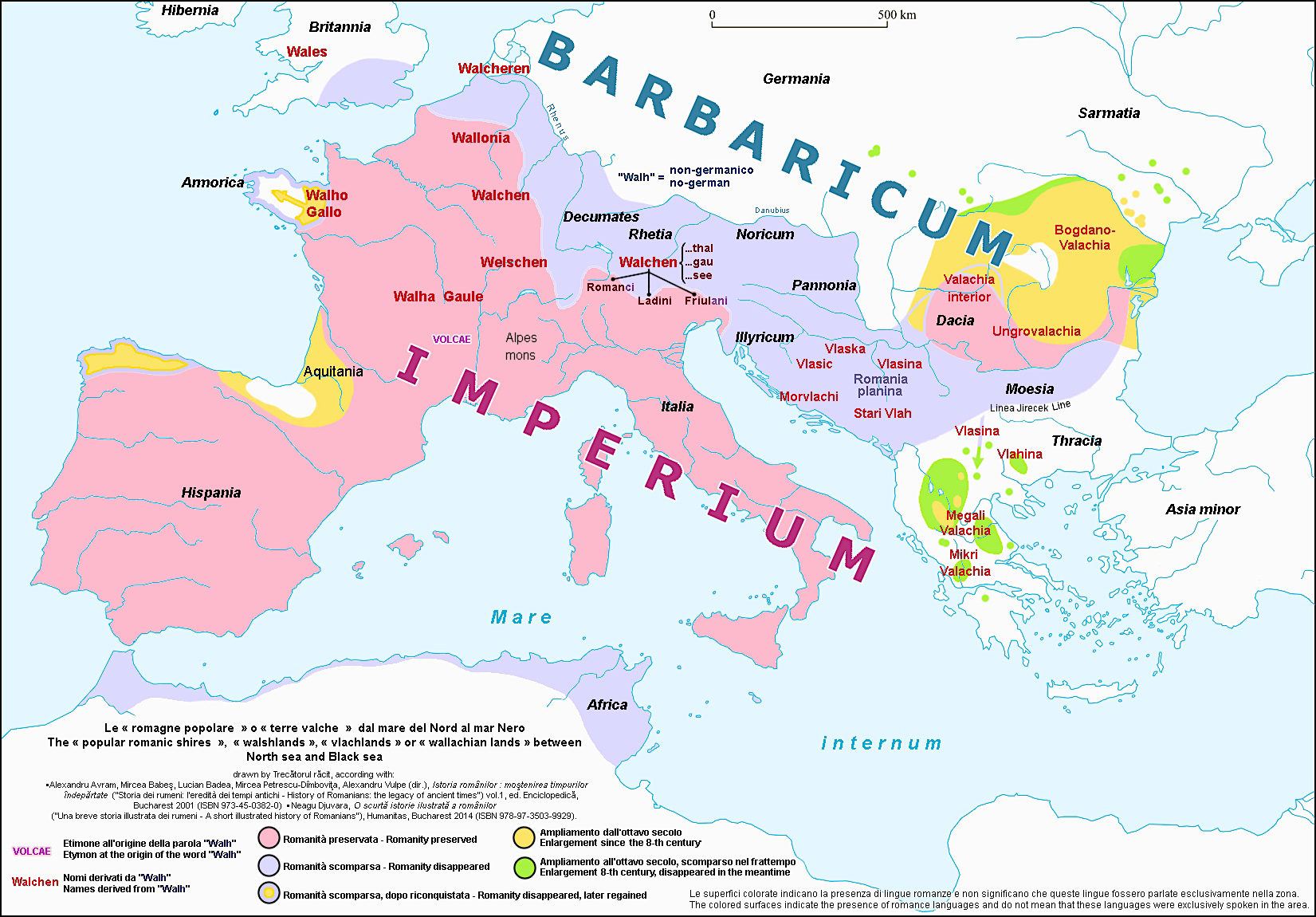
Les « valachies » entre l'« imperium » et le « barbaricum »[23],[24].
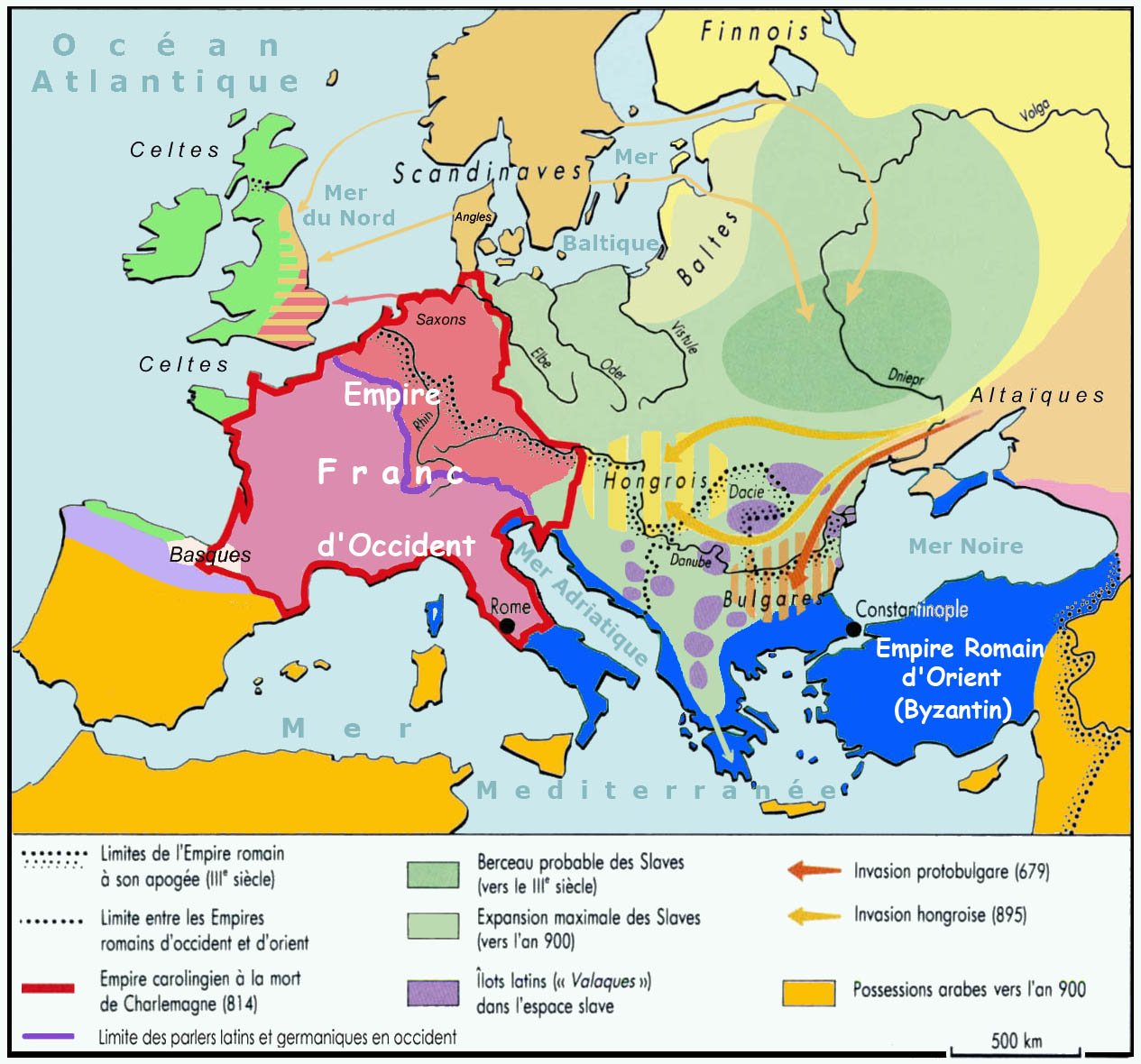
Les Valaques en Europe en 850, d'après Anne Le Fur.
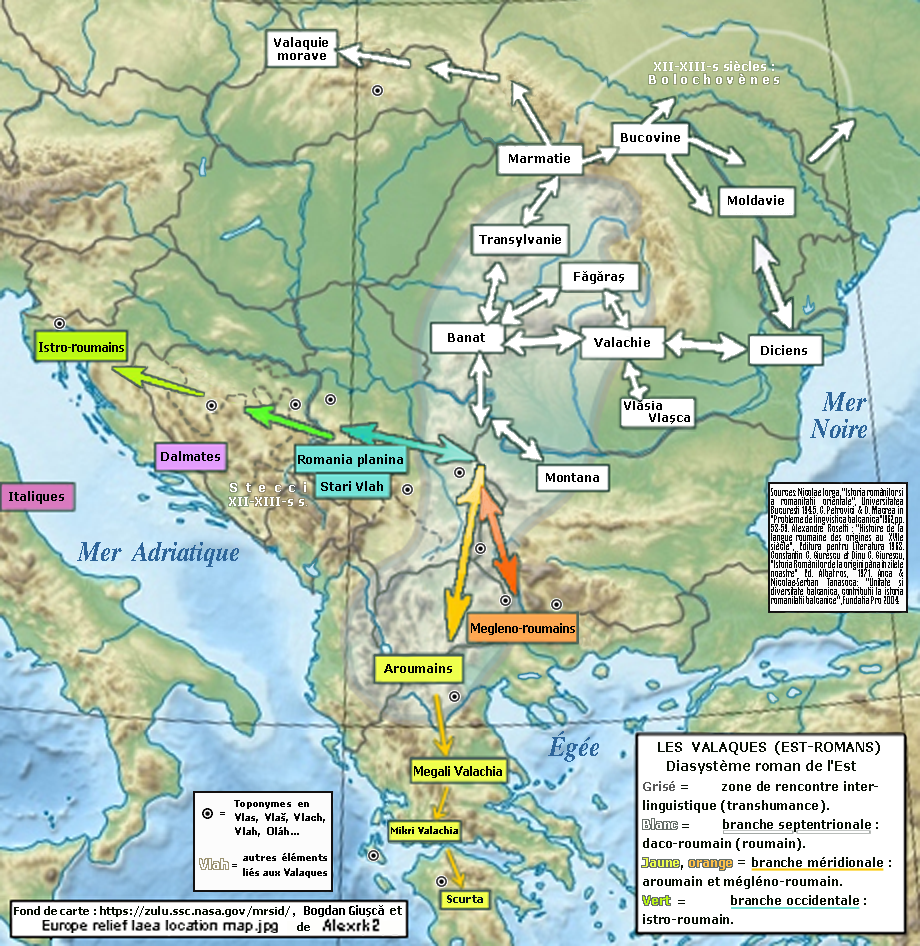
Schéma de la séparation du Proto-Roumain en langues romanes orientales différenciées dans les Balkans et les Carpates.
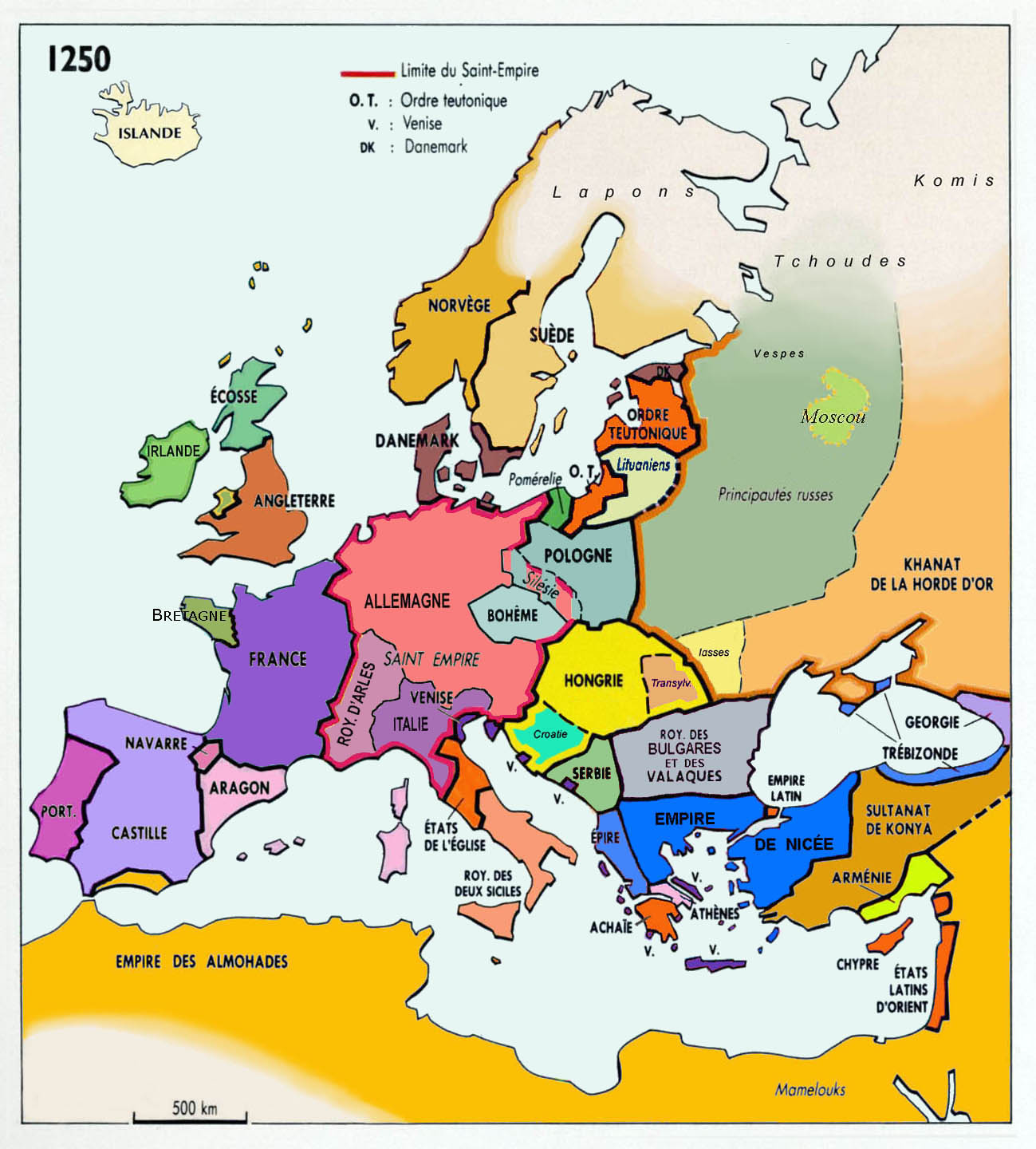
Le Rex Bulgarorum et Blachorum en 1250, d'après Anne Le Fur.
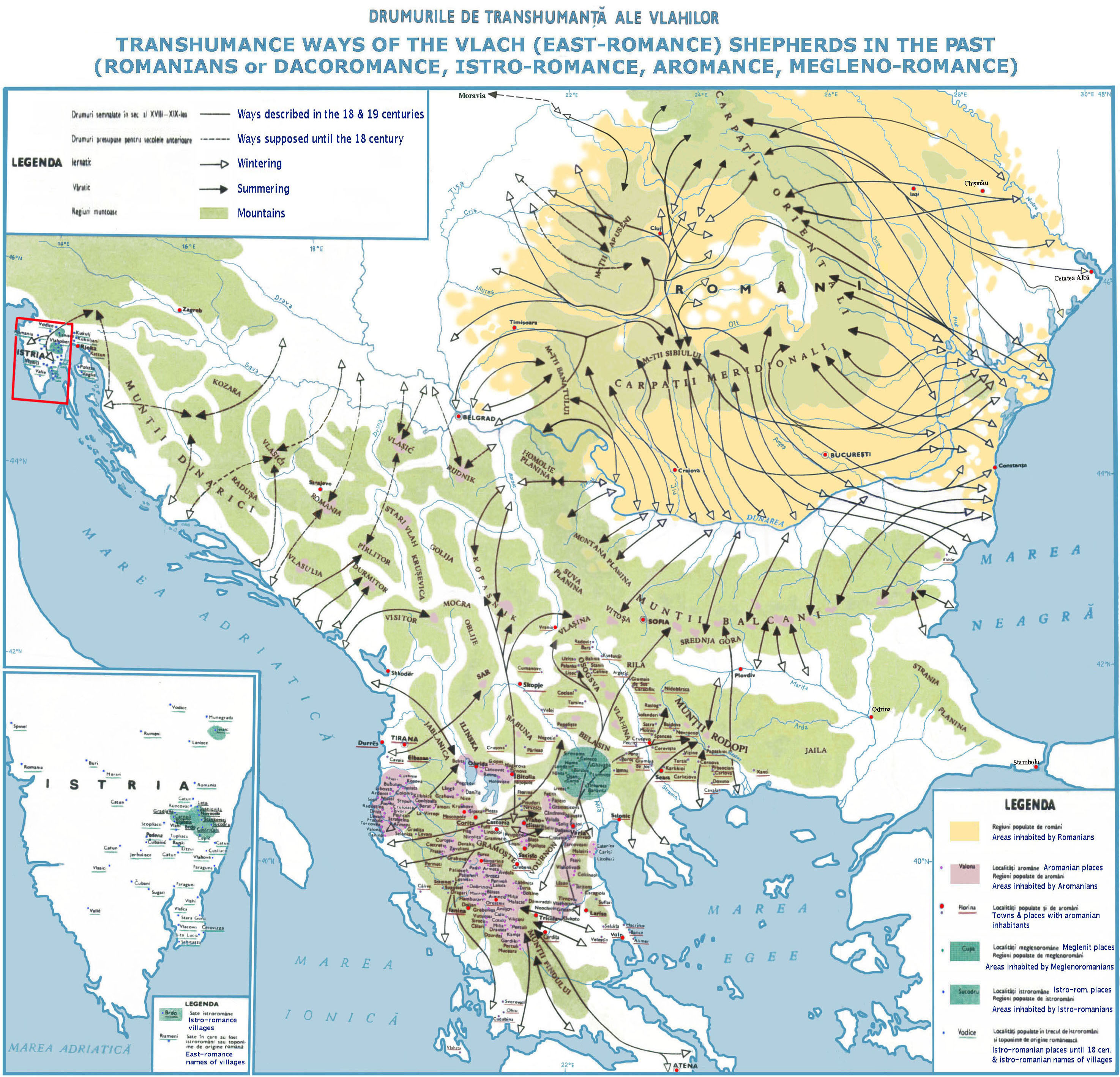
Les chemins traditionnels de transhumance des Valaques.

Traduit depuis les anciennes sources historiques, le mot Valaques peut aussi, en français, désigner les Valaques romanophones au sens large, plus spécifiquement les Roumains (populations de langue romane du bassin danubien) et les Aroumains (populations de langue romane des Balkans). Les historiens A. Xenopol, N. Iorga, T. Capidan et E. Petrović utilisaient le nom commun « valachies » pour désigner les « Romanies populaires » par opposition aux « Esclavonies », autre terme historique désignant des communautés à majorité slave. C. Giurescu et A. Niculescu, eux, soulignent que beaucoup de ces comtés ou cantons (canésats, joupanats et voïvodats selon la terminologie slave) antérieurs au XIVe siècle, pouvaient aussi être slavo-roumains, iasso-roumains ou albano-aroumains.
Au Moyen Âge, leurs voisins magyars nommaient les Valaques : Oláh, tandis qu'ils nommaient les Italiens : Olász. Aujourd'hui les auteurs hongrois distinguent Oláh (mot ancien et devenu péjoratif pour les roumanophones de Hongrie) de Vlach (mot savant pour les Romans orientaux au sens large et leur pastoralisme). Anciennement le mot Vlah était utilisé par les Croates catholiques pour désigner leurs voisins orthodoxes quelles que soient leurs langues. À l'époque les Grecs utilisaient le mot vlahos avec un sens péjoratif et il n'est pas rare d'entendre aujourd'hui en Grèce des histoires où le personnage du Vlahos joue le rôle du simplet. Toutefois, en Grèce, c'est aussi un nom de famille répandu. Vlahos est utilisé également par les Grecs pour désigner les Aroumains. Dans les Balkans, en raison du pastoralisme traditionnel des Valaques, ce nom est devenu synonyme de « berger », d'autant qu'au fil du temps de nombreux Valaques ont adopté des langues slaves méridionales, tout en restant éleveurs. En Albanie, le sens du mot s'est complètement inversé et c'est çoban (« berger » en turc et en roumain) qui signifie « valaque » tandis que vlah signifie « berger ».
On retrouve le terme « valaques » dans les langues européennes : Vlachs, Walach, Wallach, Wallachians (angl.), Volokh (russe), Walachen, Aromunen (all.), Oláh (hongr.), Vlah, Vlas, Vlax, Vlachos, Iflak (langues balkaniques), Valacchi (ital.), Blacos, Velacos (esp.), Ulahs, Blaques, Koutso-Vlaques, Tsintsares, Zinzares. Méconnues, ces dénominations mènent souvent à des erreurs d'identification et de traduction ; la seule traduction scientifique est « Romans orientaux ». Le terme « valaques » est en effet polysémique et peut avoir les sens suivants selon les contextes et les langues :
- « italien » et/ou « roumain » en polonais (respectivement Włoch et/ou Wołoch), tchèque, slovène et hongrois (respectivement Olász et Oláh),
- « berger » ou « cheval hongre » en slovaque moderne,
- « habitant de la Valachie morave » ou de la « Valachie roumaine » en tchèque et slovaque modernes,
- « italien » en ancien slovaque et en ancien tchèque,
- « aroumain » en grec, bulgare, serbe, croate, bosniaque,
- « roumain ancien » en allemand, ukrainien, russe moderne,
- « romanophone » (tous romanophones confondus) en russe ancien,
- « rom, tsigane » en serbe et bulgare,
- « habitant de l'ancienne principauté de Valachie »
- « immigré », « métèque », « chrétien orthodoxe » ou « serbe » (péjoratif) chez les Croates et les Slovènes,
- « non musulman », « mécréant » ou « serbe » (péjoratif) chez les Bosniaques,
- « aroumain », « berger » en bulgare et en macédonien,
- « aroumain » en grec,
- « langue roumaine parlée dans la Krajina de l'est de la Serbie » (Portes de Fer),
- valacchi, Velacia désignent en italien ancien les « aroumains » les « habitants de Valachie » les « pays roumanophones ».

Ce sont probablement les Valaques d'Istrie qui ont laissé leur nom à la ville istrienne de Volosca (ro) mais ils sont aussi appelés Ćići ou Ćiribirci en croate et slovène, Ciócci en italien istriote et Tschitschen en allemand (tandis qu'eux-mêmes se désignent comme vlåš ou žejånci),.
En revanche, les Saracatsanes hellénophones ne sont pas ou plus des Valaques, bien que Theodor Capidan et Take Papahagi aient supposé que ces bergers nomades des Balkans puissent être d'origine initialement aroumaine. En Grèce, les migrations des Valaques les ont amenés jusqu'au Péloponnèse, en Arcadie, dans la région de Skorta,,. Enfin sur la côte dalmate, les Uscoques étaient des pirates dalmates, valaques et croates opérant en Adriatique au détriment du trafic maritime vénitien.
En anglais, les historiens et les géographes distinguent les Wallachians (habitants de la région roumaine de Valachie et plus largement les roumanophones) des Vlachs (Aroumains et plus largement les romanophones sud-danubiens) ; l'allemand fait la même distinction en appelant Walachen les roumanophones et Aromunen ou Zinzaren les Aroumains et les Mégléno-Roumains.

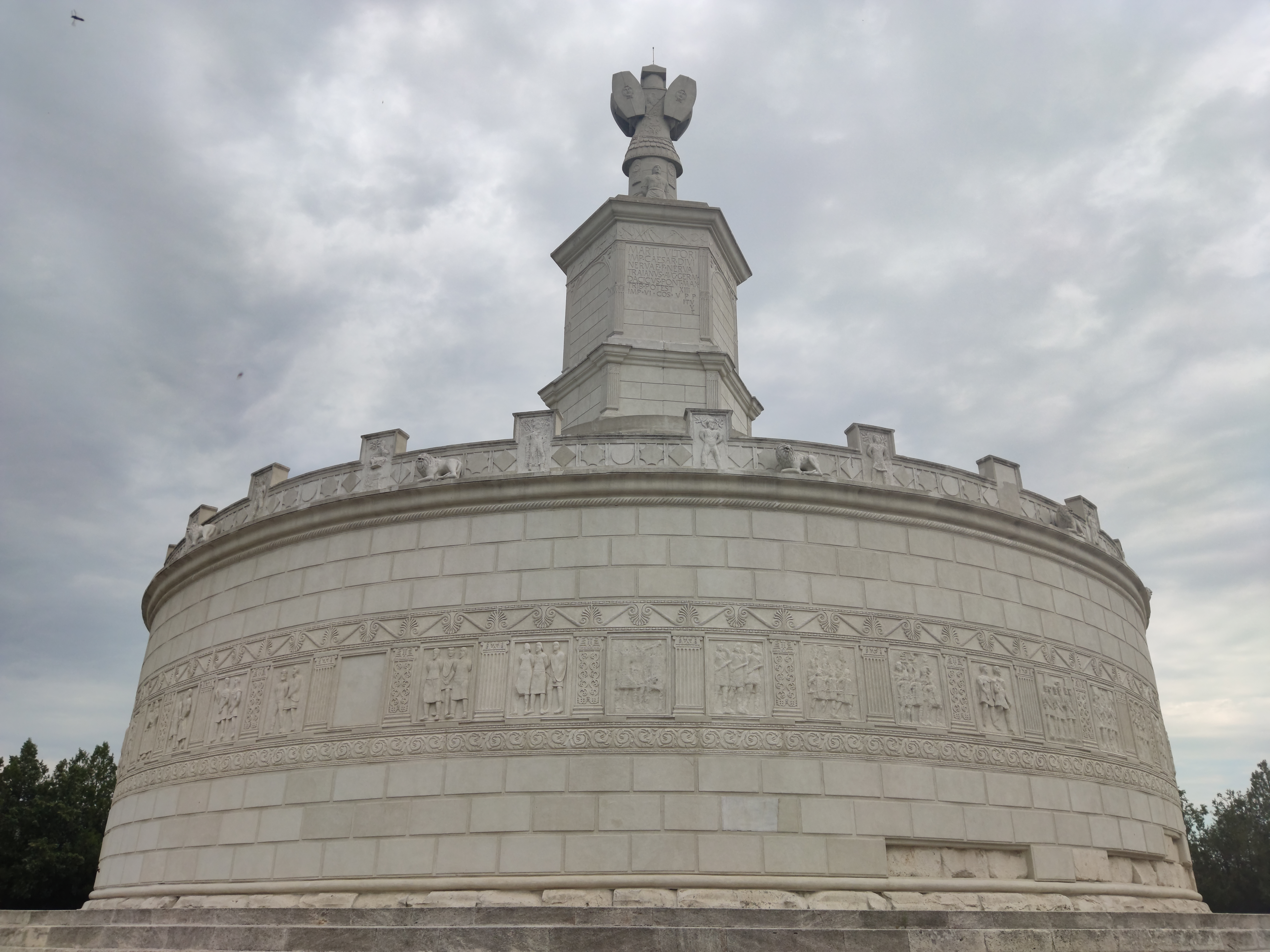
Le trophée de Trajan sur le site de la bataille d'Adamclisi.
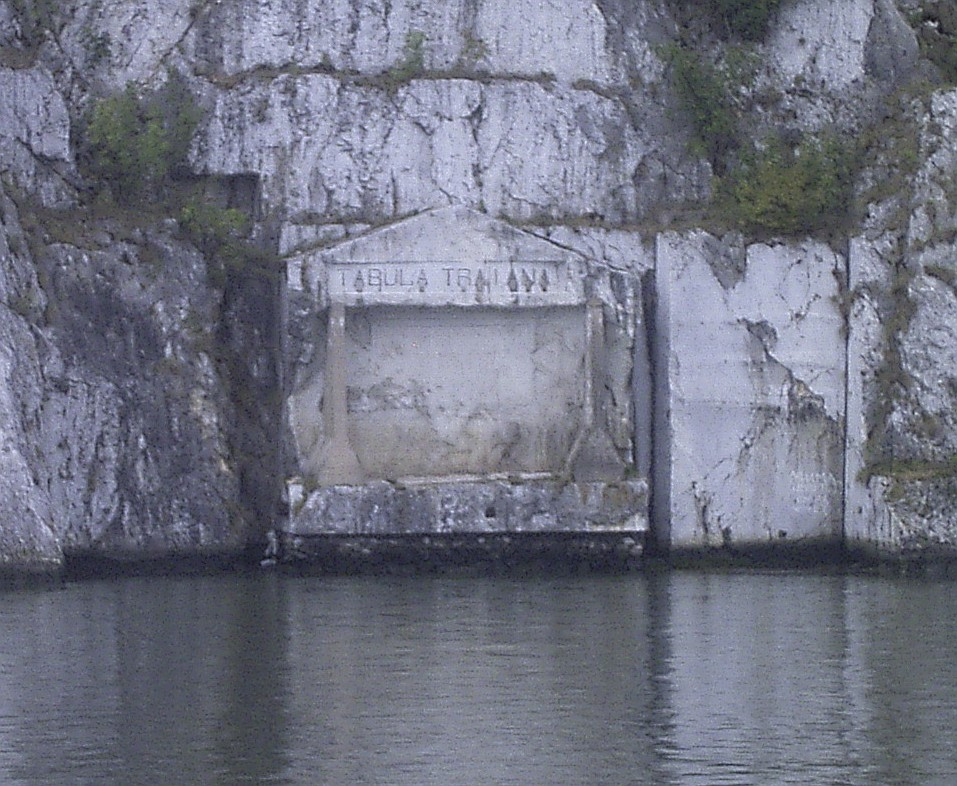
La Table de Trajan.
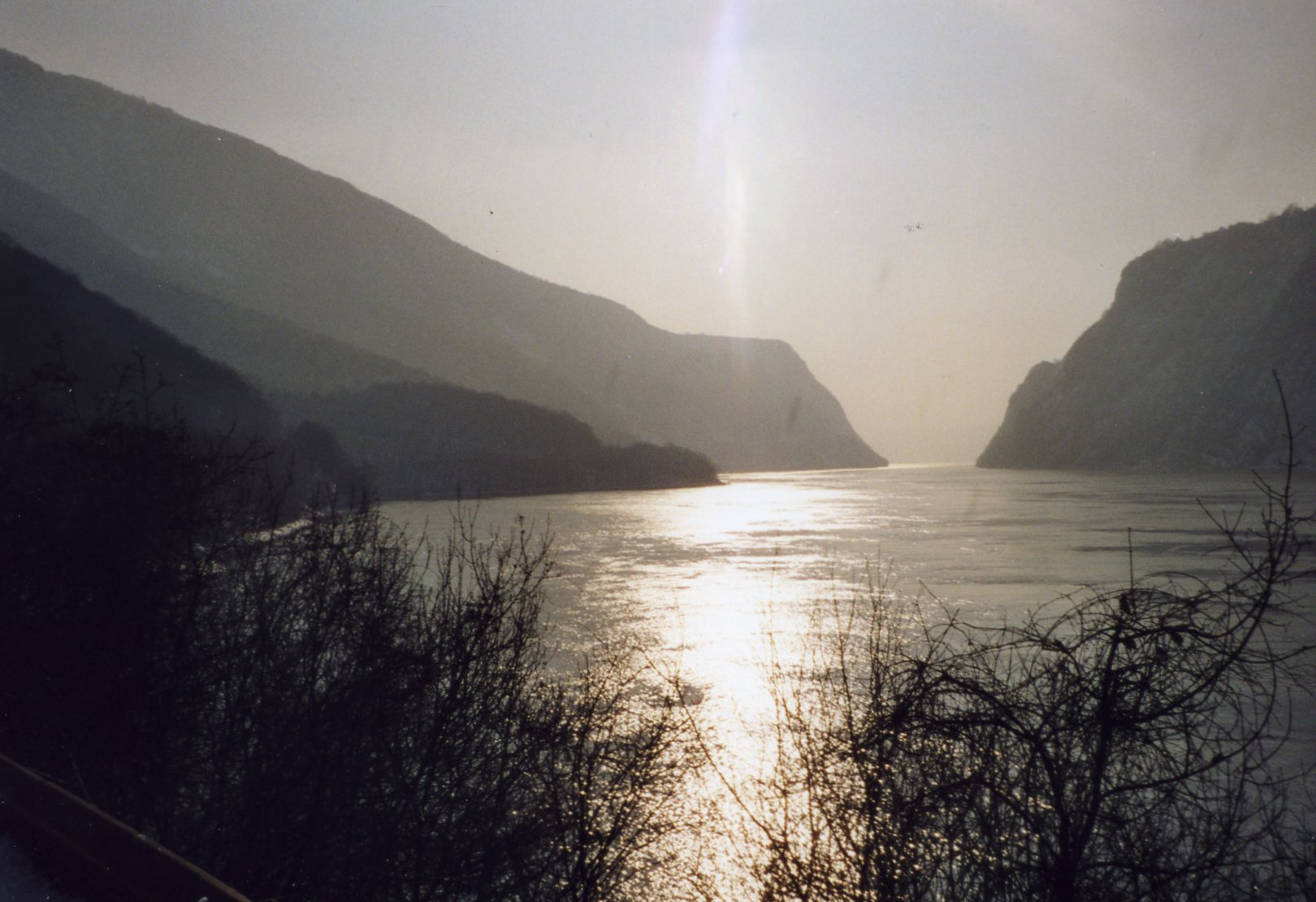
Les Portes de Fer.
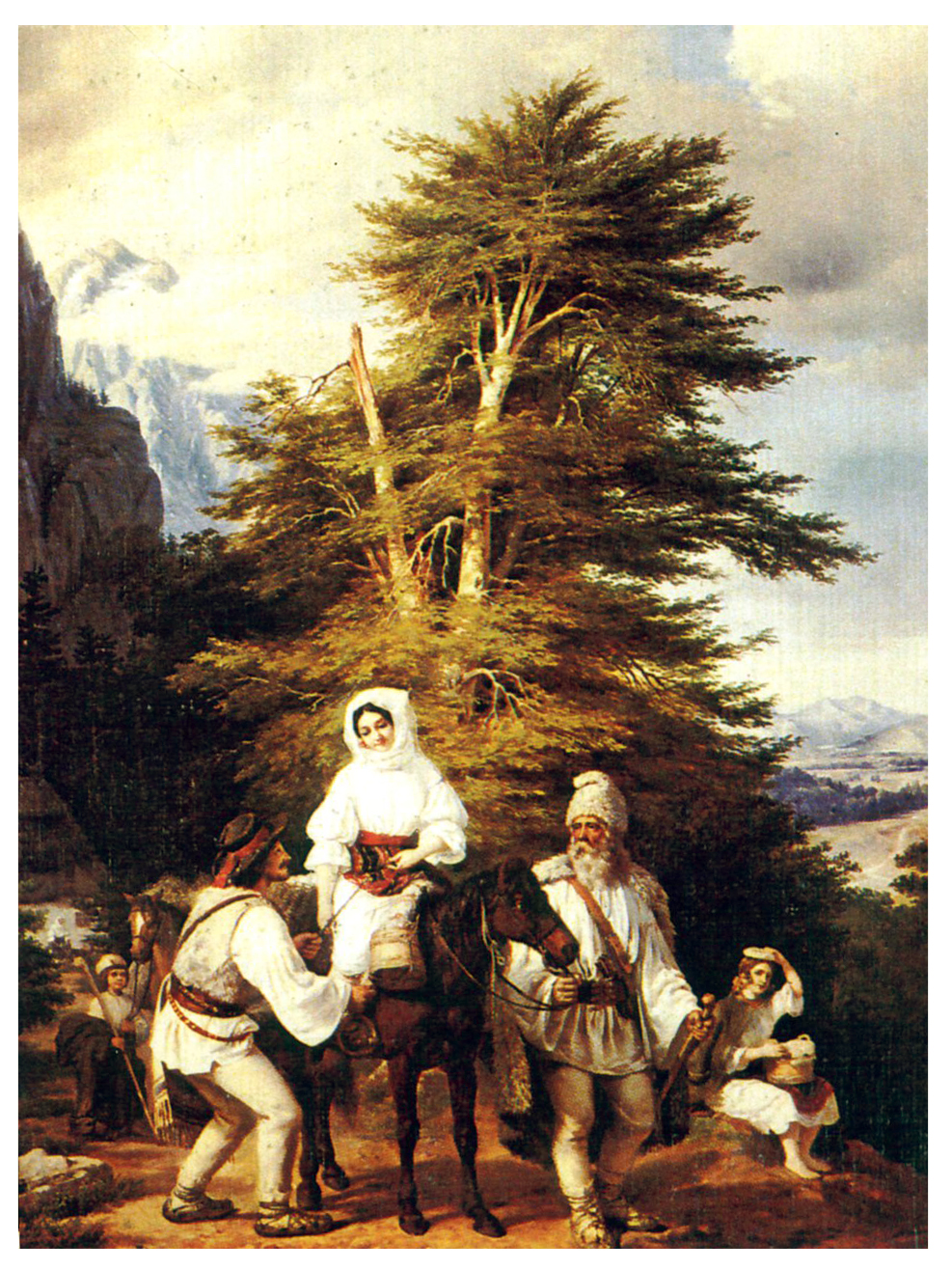
Famille valaque descendant au marché, par Miklós Barabás, 1844.
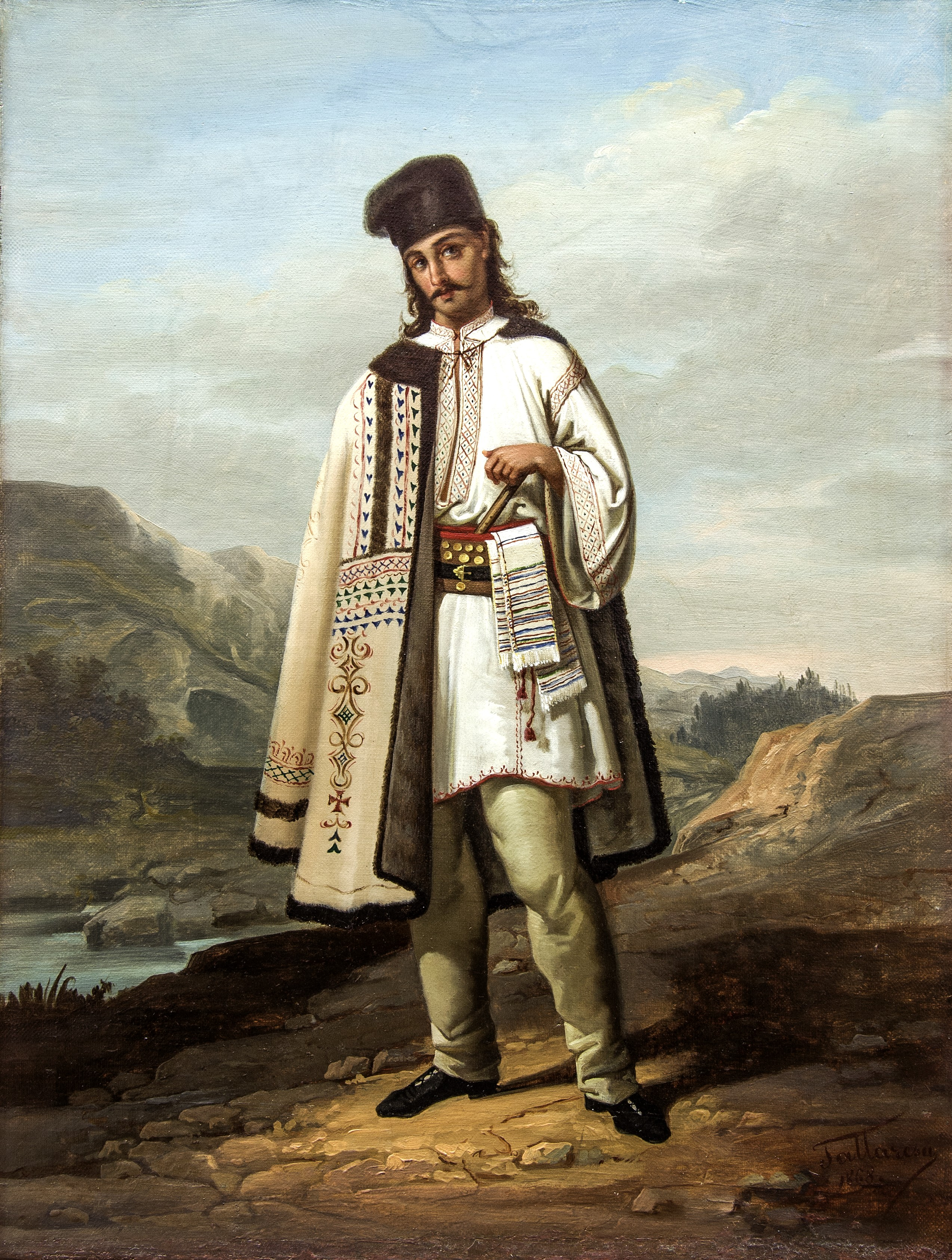
Jeune homme valaque peint par Gheorghe Tattarescu, 1868.
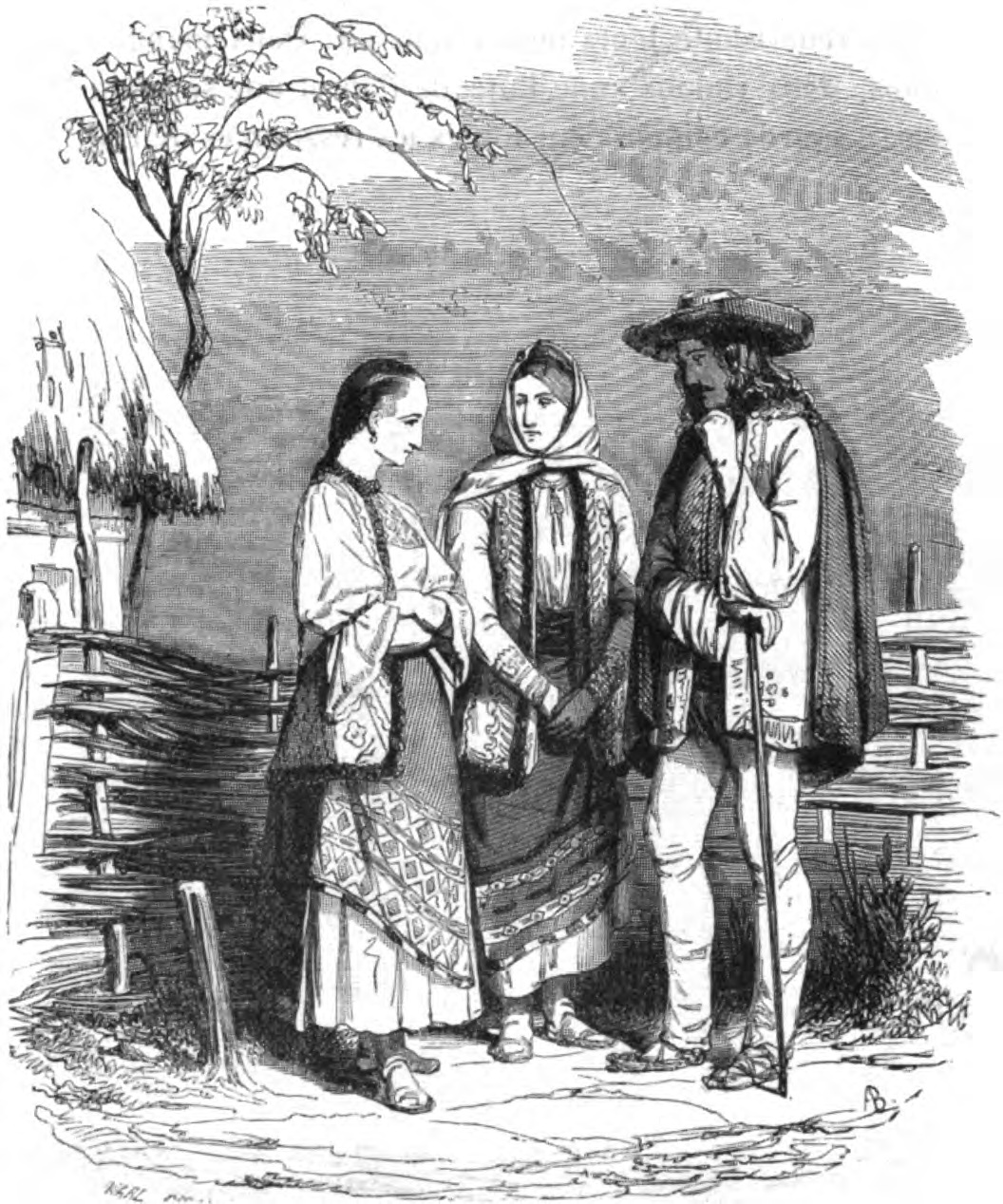
Valaques, dessinés par Charles Girardet, 1846.
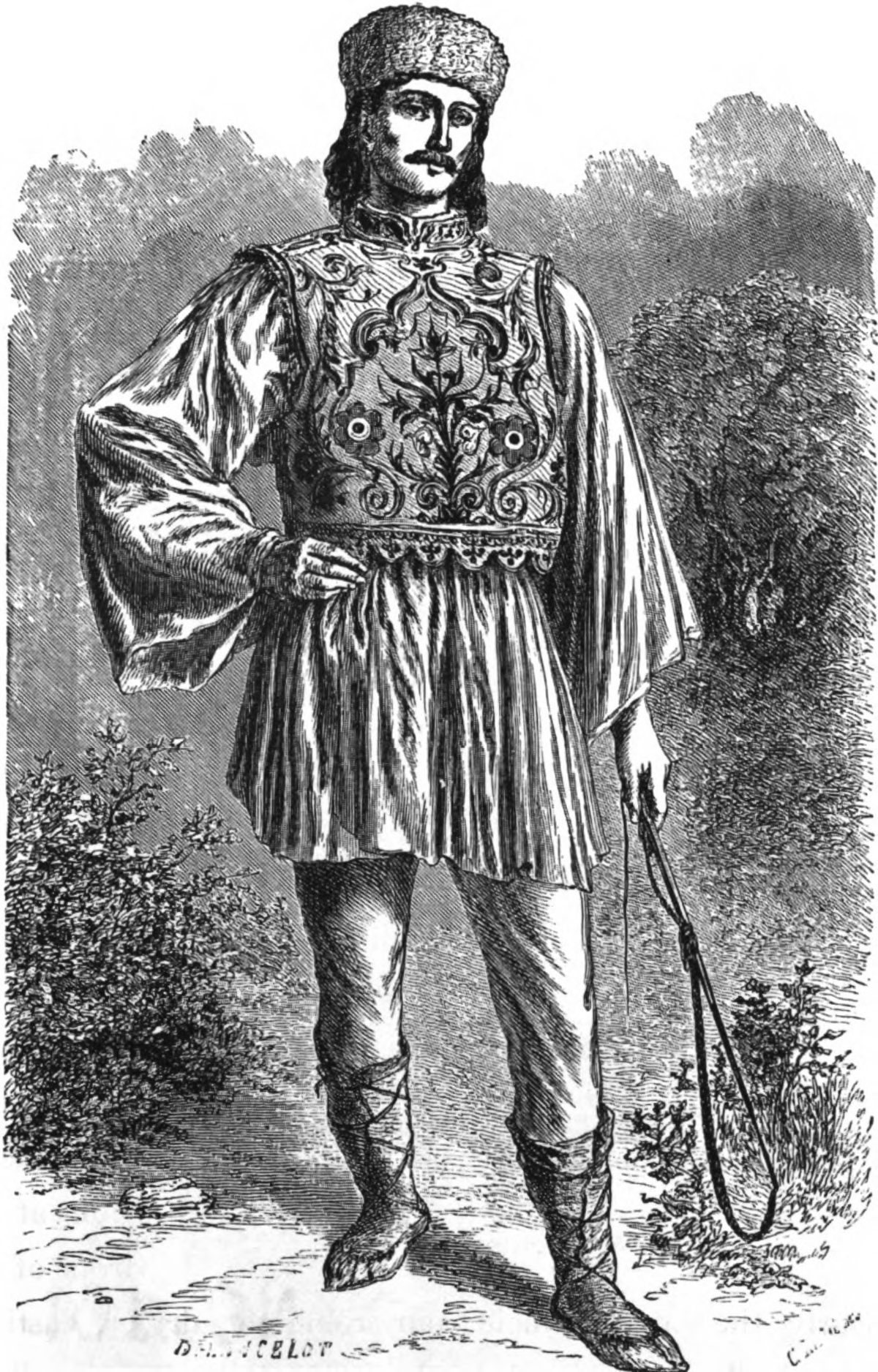
Un cocher valaque dessiné par Dieudonné Lancelot en 1860.
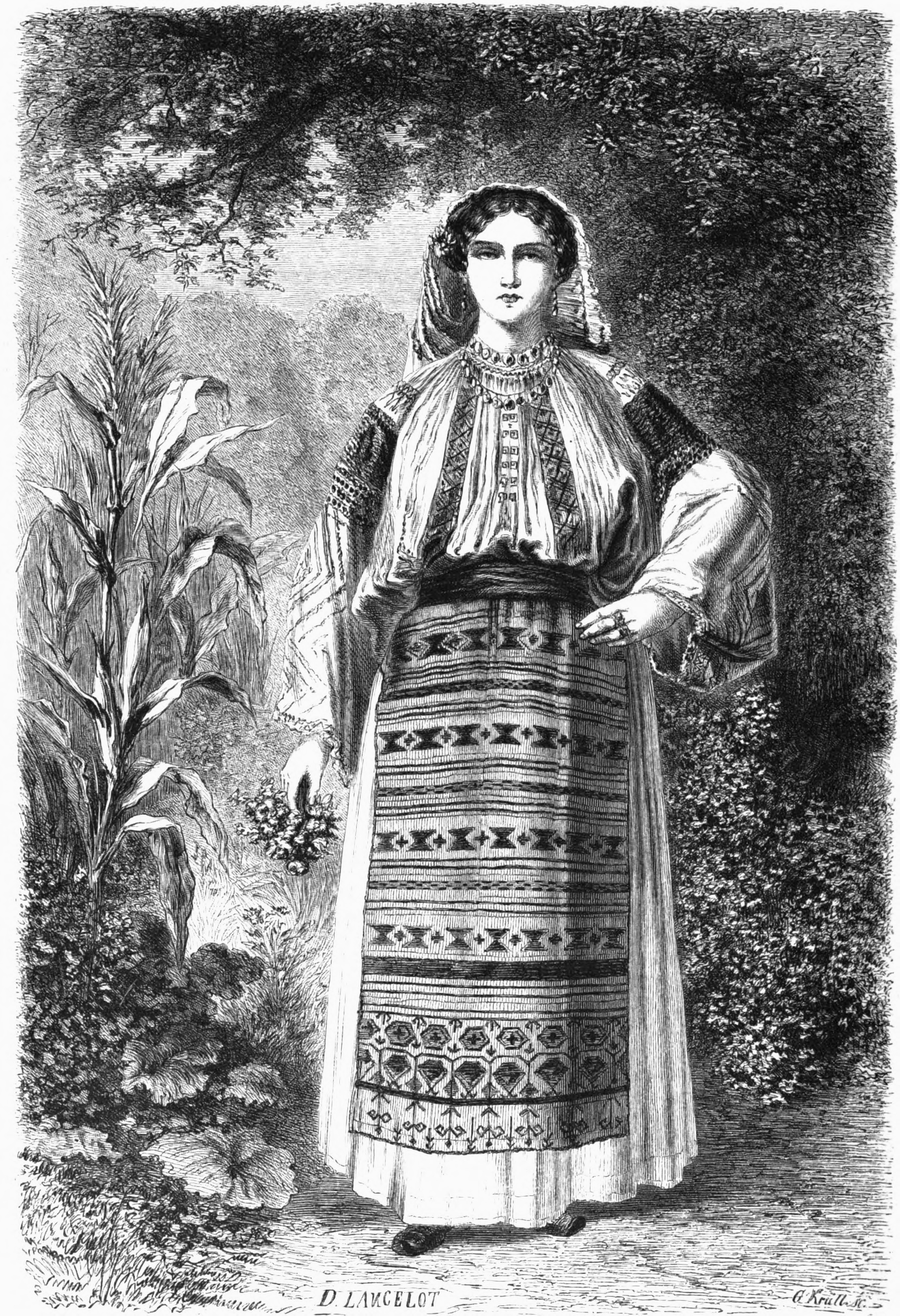
Une jeune paysanne valaque dessinée par Dieudonné Lancelot en 1860.
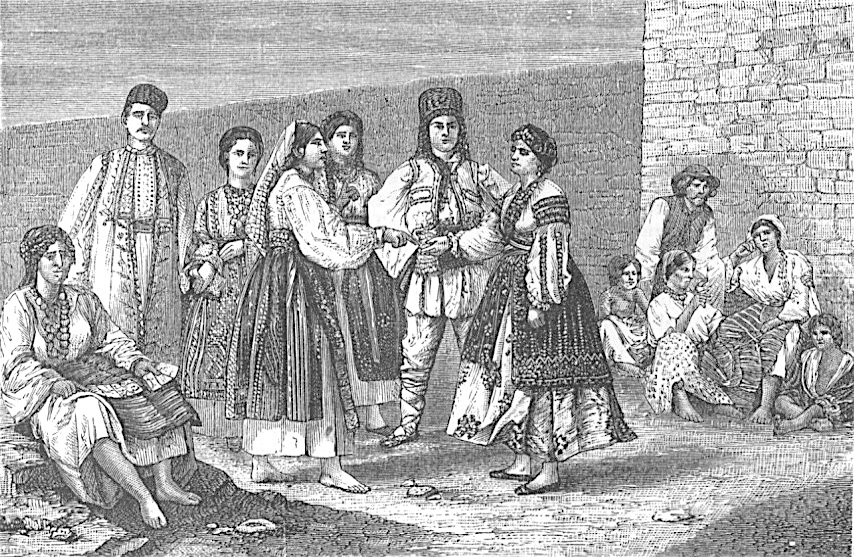
Groupe valaque dans le Harper's magazine, 1876.
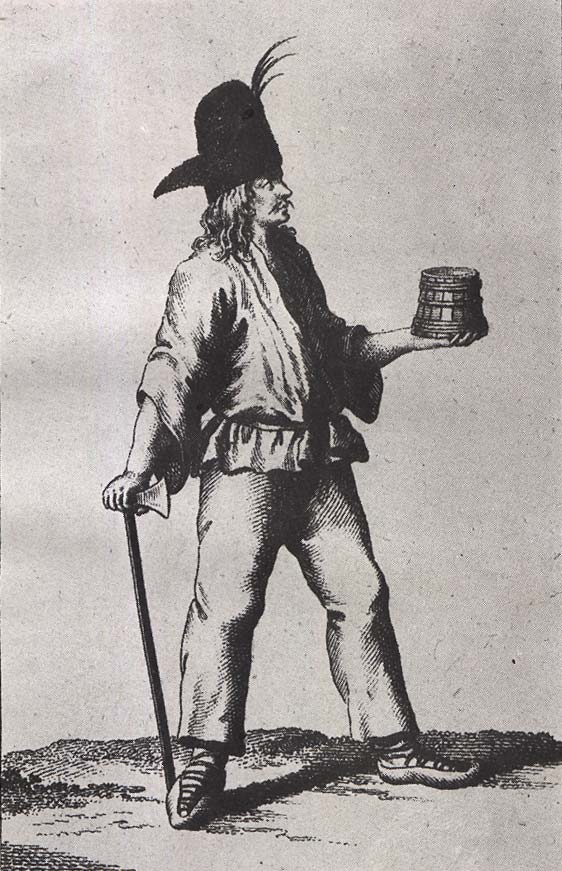
Un Valaque de Moravie, par Brumova, 1787.
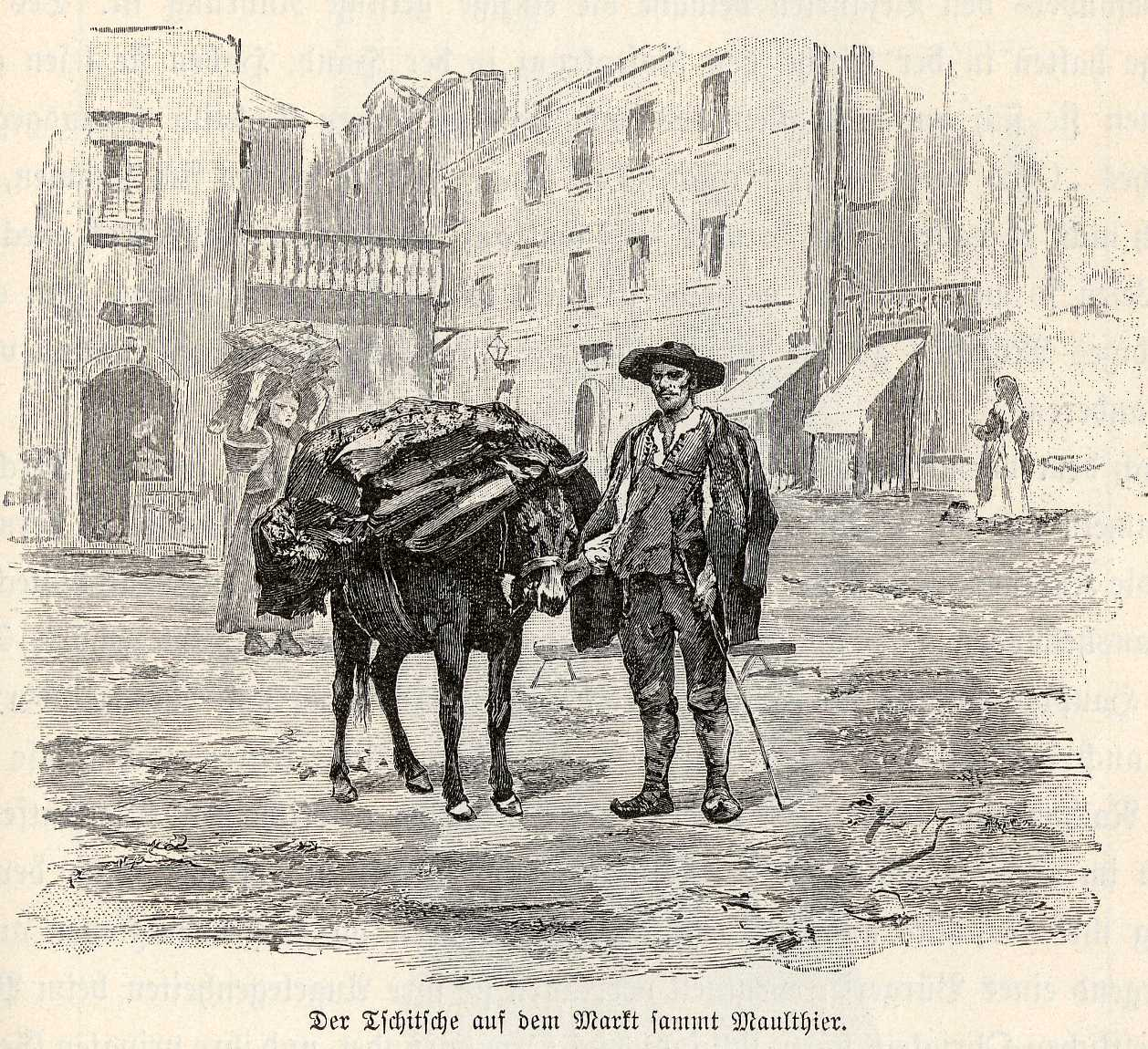
Un Valaque d'Istrie (Tschitsche en allemand) vers la fin du XIXe siècle.
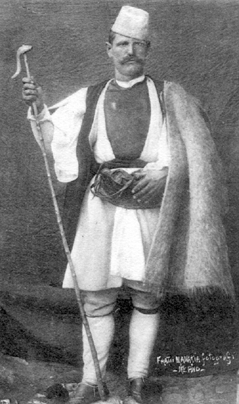
Un Valaque de Grèce en 1900, dans les archives des frères Manákis.
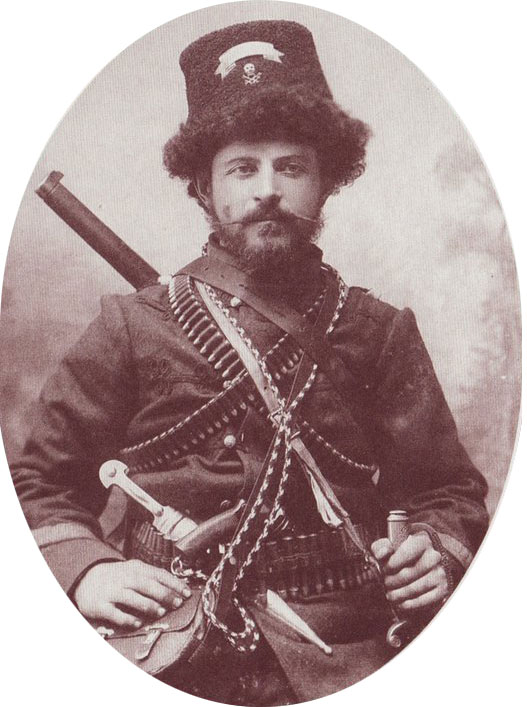
Le révolutionnaire macédonien Pitu Guli, un aroumain de Crușova, tombé dans la lutte anti-ottomane et considéré comme un héros tant par les bulgares, que par les grecs, les macédoniens et les valaques.
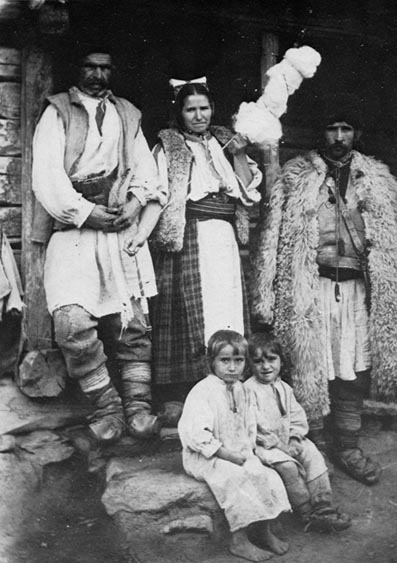
Famille valaque de Meria en Transylvanie austro-hongroise, 1911.

Enfin, beaucoup de textes anciens confondent les Valaques avec les peuples auxquels ils étaient mêlés comme les Coumans : Cumani nigri en latin, Mavrokoumanoi en grec, Blakumen sur la pierre runique n° G134 du cimetière de Sjonheim (Gotland, Suède, XIe siècle). Les termes de Maurovlahkoi (grec), Maurolaci (latin), Morvlasi, Karavlasi (Sud-slave BCMS) ou Morlaques (francisé) désigne en Dalmatie des populations de bergers et de pêcheurs qui pouvaient aussi bien être romanophones (Dalmates ou romanes orientales) que slavophones.

## Aire de répartition

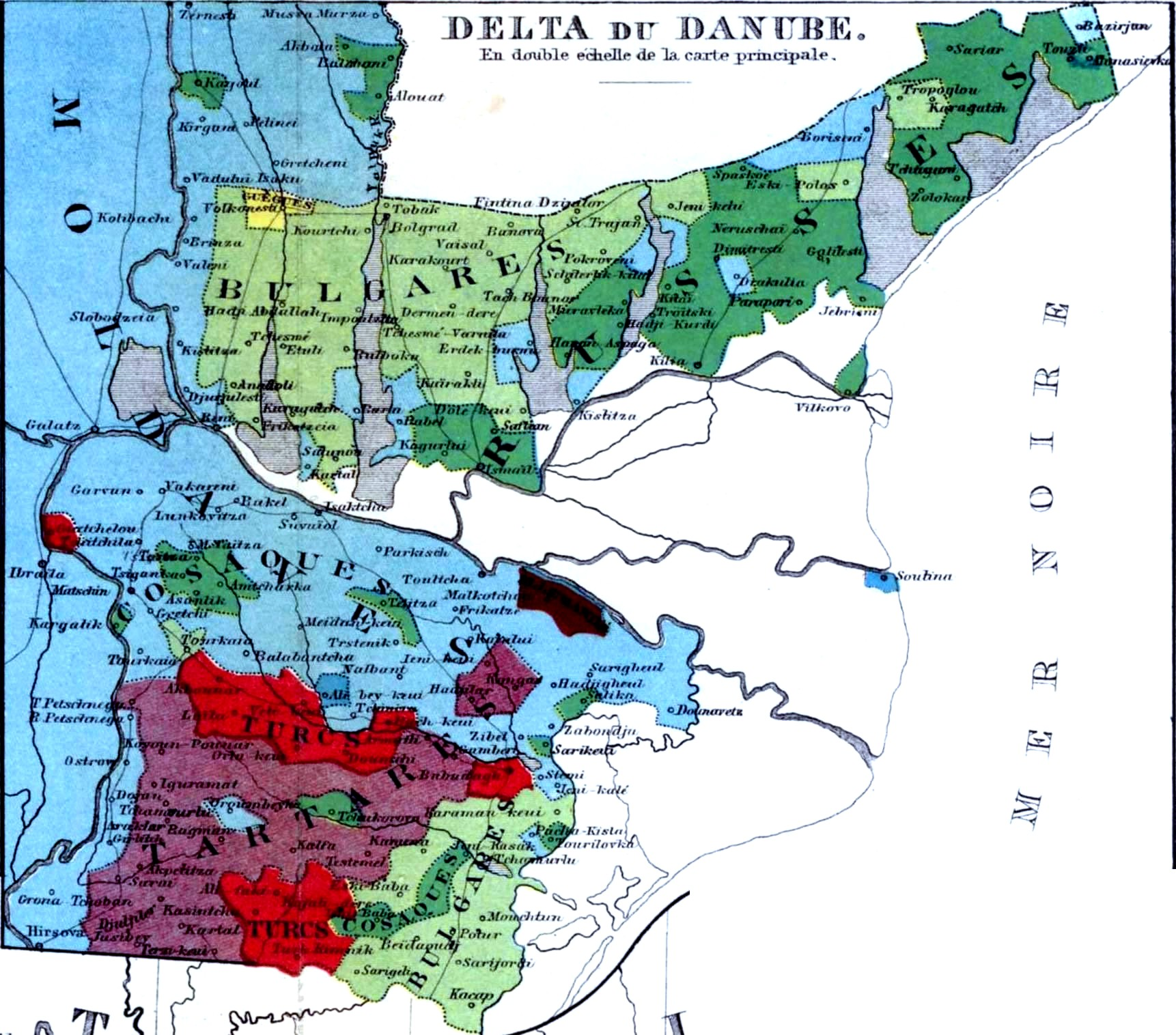
Guillaume Lejean (1861): carte des langues aux bouches du Danube.
Bleu: Roumains (Mocans, Diciens, etc).
Vert foncé: Russes (Grands-russiens, Lipovènes);
Vert clair: Bulgares;
Jaune: Albanais (guègues);
Rouge: Turcs (osmanlis, Gök-Oguzes);
Rose: Tatars (Nogays);
Violet: Circassiens (tcherkesses).

En ethnographie moderne, le terme Valaques est parfois encore utilisé pour désigner :

### Au Nord du Danube
« Valaques » est parfois encore utilisé pour désigner les romanophones vivant, d'une part, le long du Danube et de part et d'autre des Carpates et du Prut, appelés Roumains ou Moldaves et locuteurs de la langue daco-roumaine.

### Aux bouches du Danube
Autour des bouches de ce fleuve, diverses sources, notamment ottomanes, mentionnent des Valaques Diciens, roumanophones autochtones de Dobrogée, dont le parler, appelé dicien était pratiqué sur les rives du bas-Danube, des bouches du Danube autour de Chilia et de Tulcea, dans le massif du Măcin à l'époque plus boisé qu'aujourd'hui et sur les rives de la mer Noire où une population roumanophone a vécu, y compris lors des invasions tatares et ottomanes. Selon George Vâlsan le nom de ce parler est rapproché de la cité médiévale de Vicina qui a donné à la Valachie son premier évêque métropolitain, Hyacinthe, en 1359, et a laissé des traces dans les patronymes locaux comme Dicianu. Les études régionales toponymiques, étymologiques et onomastiques indiquent une forte influence grecque médiévale et ottomane sur ce parler local. Des noms d'outils, de végétaux ou d'animaux montrent qu'à son tour, le roumain dicien a influencé le parler russe des Lipovènes venus s'installer dans la région au XVIIe siècle. Au XVIIIe siècle la population dicienne s'est maintenue en partie grâce à l'immigration peu nombreuse, mais continue de roumanophones moldaves du Boudjak fuyant les persécutions des Tatars. Au XIXe siècle elle a été absorbée par les roumanophones du reste de la Roumanie.
Les archéologues discutent la position de l'ancienne Vicina, qu'ils supposent pouvoir se trouver sous l'actuelle Tulcea, sous l'actuelle Isaccea, sous l'actuelle Măcin ou ailleurs (beaucoup de localités regorgent de ruines antiques et médiévales).

### Au Sud du Danube

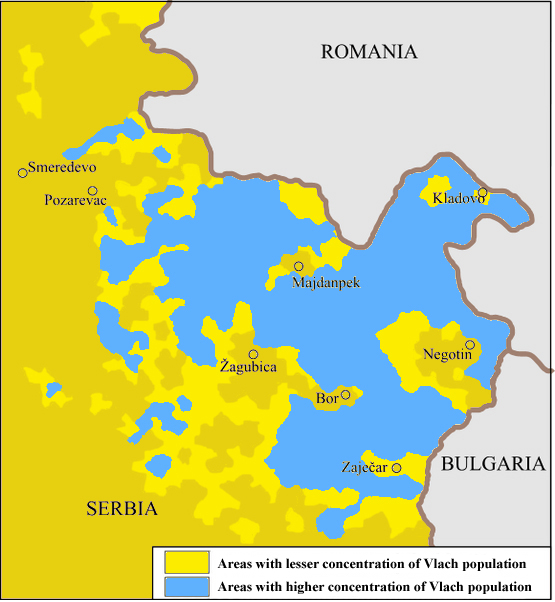
En bleu les communes de la Serbie du Nord-Est où les roumanophones sont majoritaires, selon la reconnaissance officielle du 30 juillet 2007

Dans les Balkans, « Valaques » désigne principalement :
- les Aroumains locuteurs de la langue aroumaine (également connus sous les noms de Cincari, Tsintsars ou Zinzares) ;
- historiquement en ex-Yougoslavie, les « Mavro-Vlaques », « Morlaques » ou « Valaques noirs » (Karavlasi) du Monténégro, de Dalmatie et Bosnie-Herzégovine (terme qui désigne encore de manière péjorative les orthodoxes en Bosnie-Herzégovine).
- les Istriens ou Istro-roumains d'Istrie, en Croatie ;
- les Méglénites ou Mégléno-Roumains en Macédoine du Nord et en Grèce (dans la périphérie (Grèce) de Macédoine-Occidentale) ;
- les Valaques (Vlasi) de Serbie.
- les Valaques d'Herzégovine (« morlaques » ou caravlasi), progressivement slavisés.

Dans la Yougoslavie moderne, seuls les Vlasi vivant en Serbie centrale et le long de la frontière bulgare, ainsi que les Roumains de Voïvodine, étaient reconnus et comptés comme minorités nationales (séparément), et figuraient sur les cartes linguistiques. Les roumanophones de la Krajina orientale (aux Portes de Fer et autour de Negotin), majoritaires dans 156 communes et présents dans 48 autres, plus nombreux que les Vlasi et que les Roumains de Voïvodine réunis, n'ont été officiellement reconnus que le 30 juillet 2007. En 2002, sur 284 112 habitants de cette région, la Timočka Krajina, 243 148 (85,58 %) étaient déclarés Serbes, 23 604 (8,31 %) étaient déclarés Valaques et 2 723 (0,96 %) étaient déclarés Roms, mais en 2009, il semble que près de 141 000 Serbes de la Timočka Krajina soit 58 % d'entre eux, seraient usuellement roumanophones. Dans cette communauté, de langue daco-roumaine, comme celle de Voïvodine, deux tendances identitaires coexistent : l'une, « roumaniste », s'identifie au peuple roumain et se considère comme une minorité roumaine en Serbie ; l'autre, « valaquiste » (en roumain vlahistă), s'en distingue au contraire et se considère comme une communauté est-romane de Serbie, roumanophone mais non roumaine. On retrouve ici le même débat qu'en Moldavie, en Macédoine du Nord ou au Monténégro entre droit du sang et droit du sol : selon le premier, l'identité se fonde sur la langue et l'origine commune ; selon le second, elle se fonde sur le territoire et l'habitat (ou la citoyenneté) communes.

## Histoire

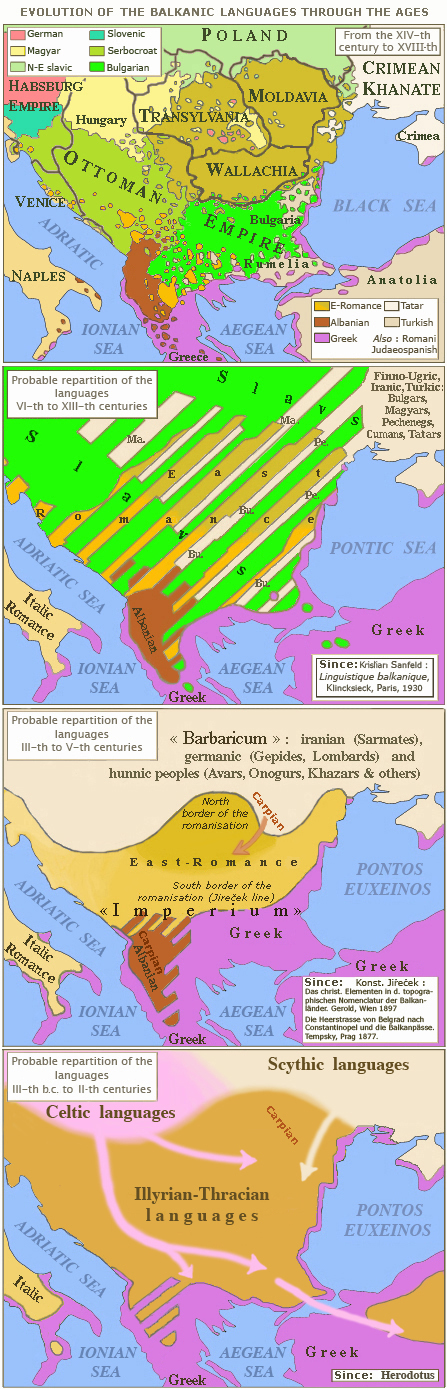
Évolution des langues romanes orientales parmi les autres langues des Balkans, avec les trois phases (de bas en haut) de la formation, de la cohabitation et de la différenciation.

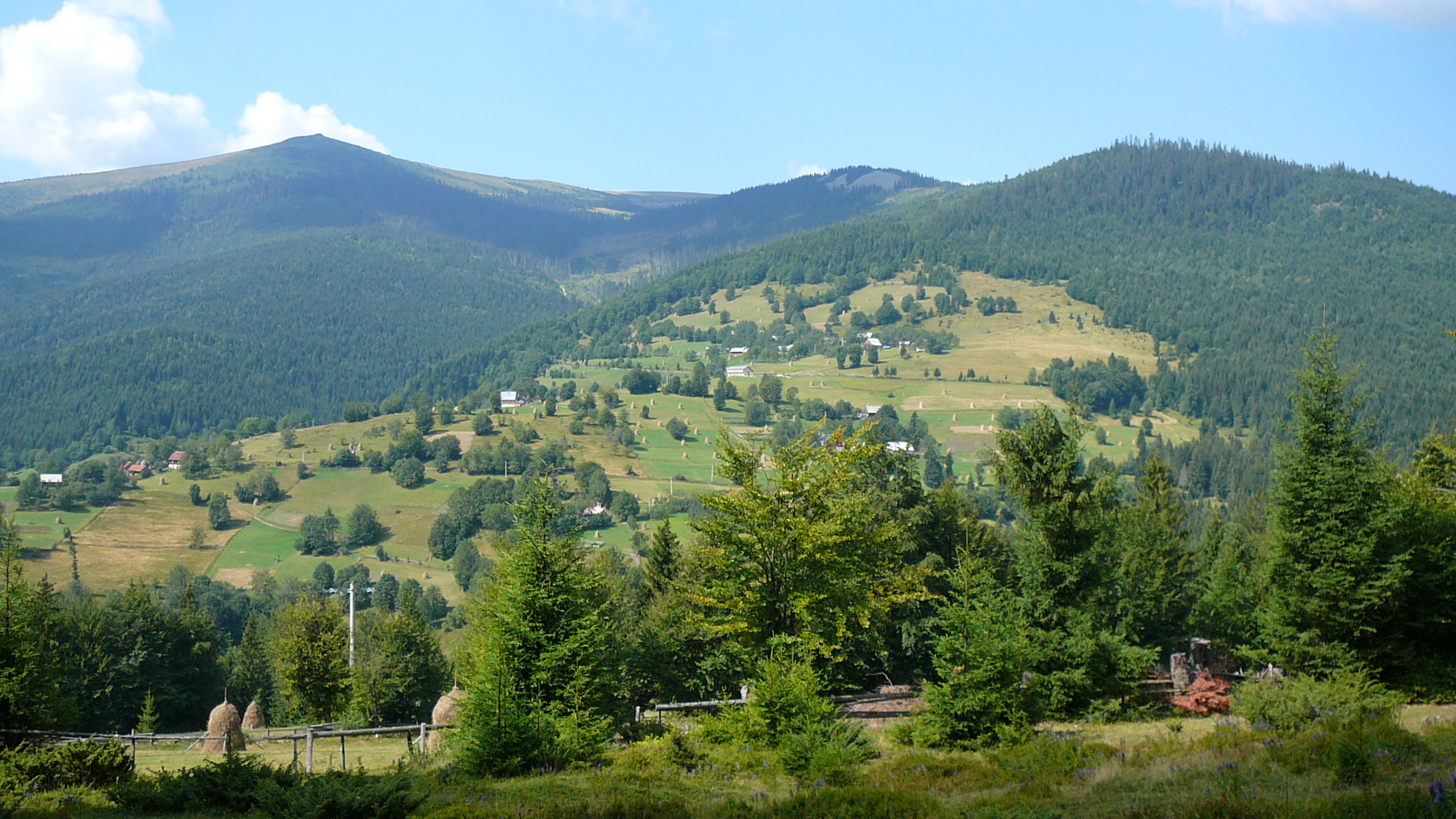
Une grande posada, clairière fortifiée des Valaques des Carpates occidentales roumaines.
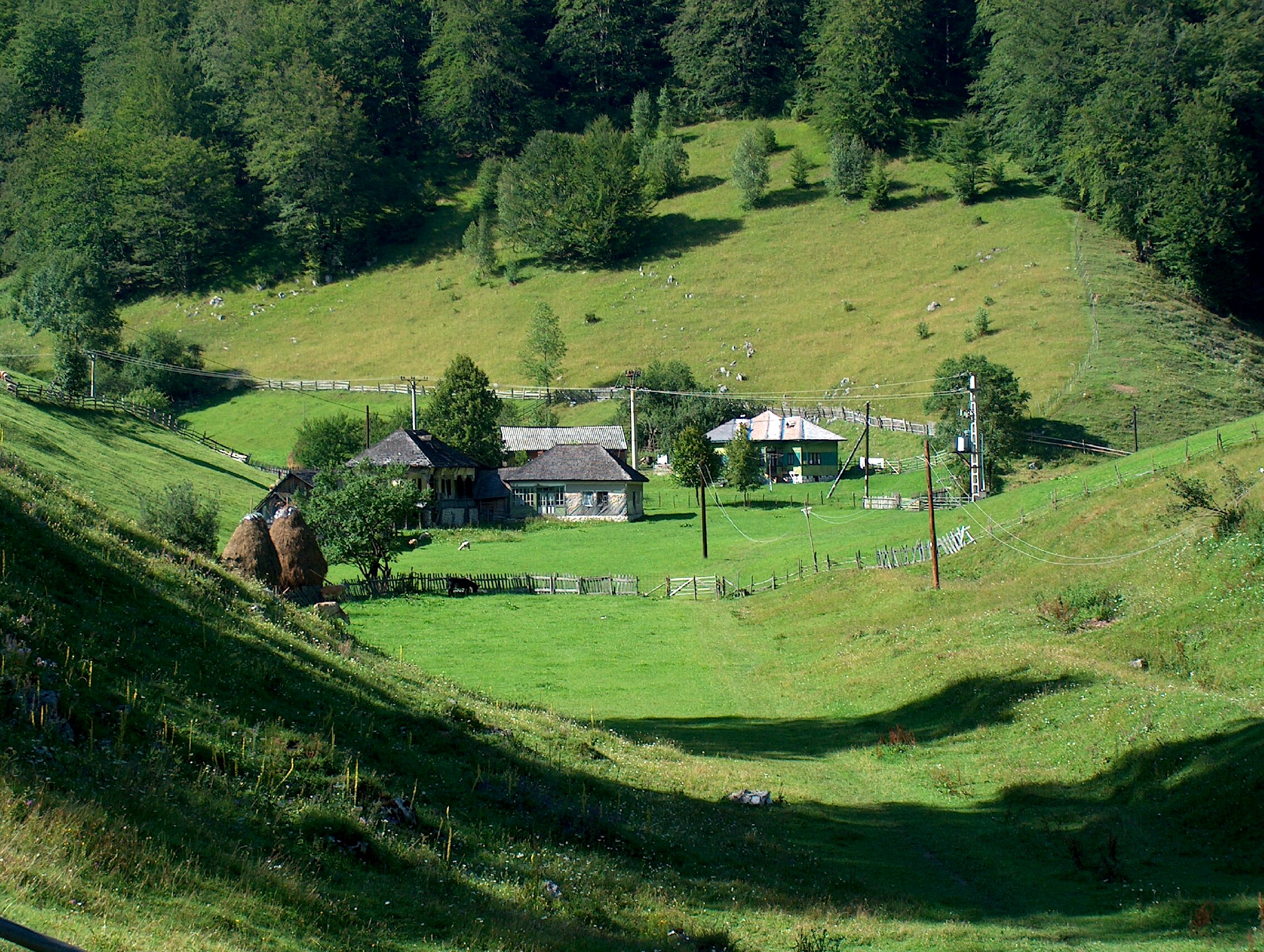
Une petite posada des Valaques transylvains.
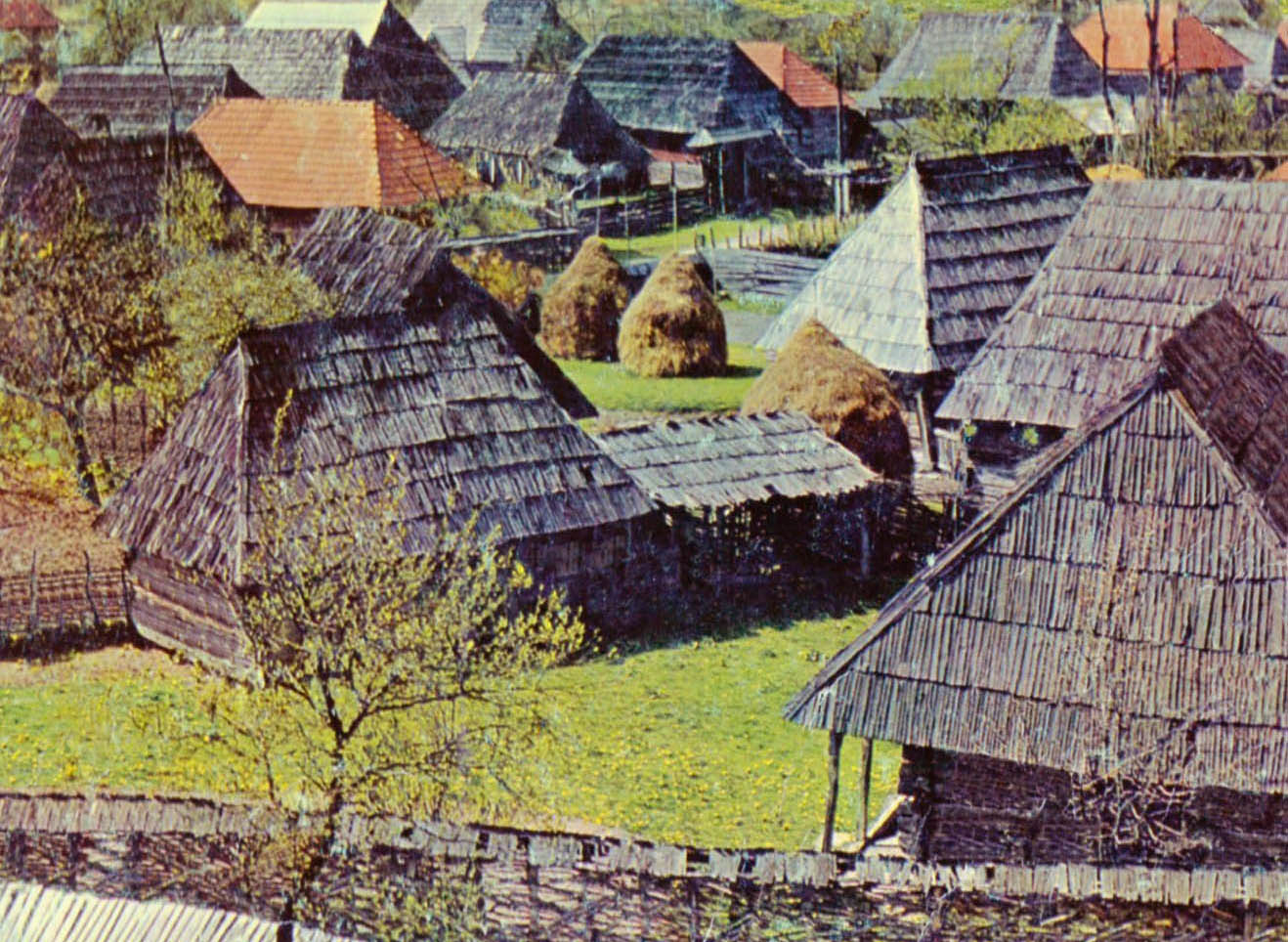
Negrești, village valaque en bois de Transylvanie.
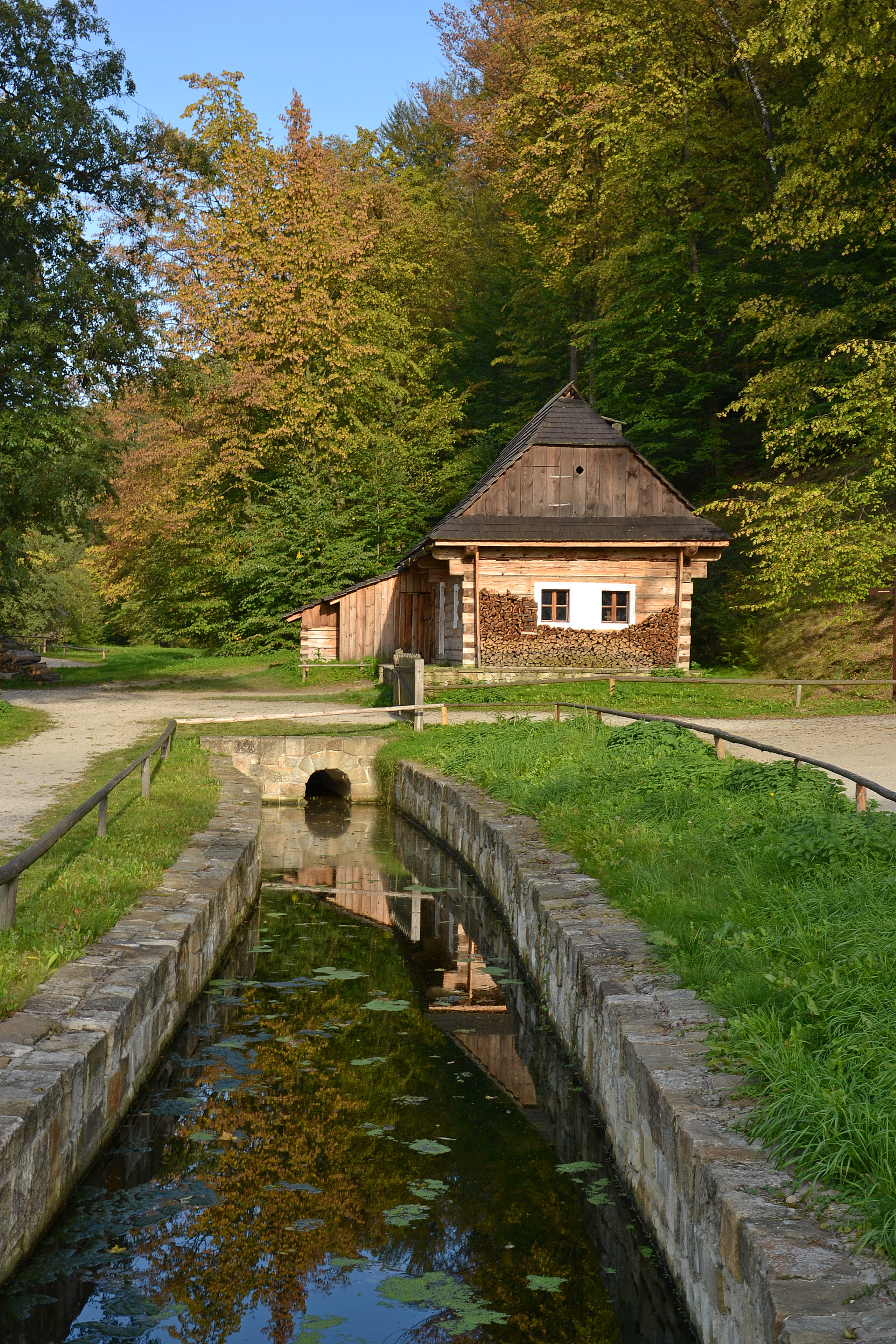
Écomusée valaque en plein air à Rožnov pod Radhoštěm dans l'est de la Tchéquie.
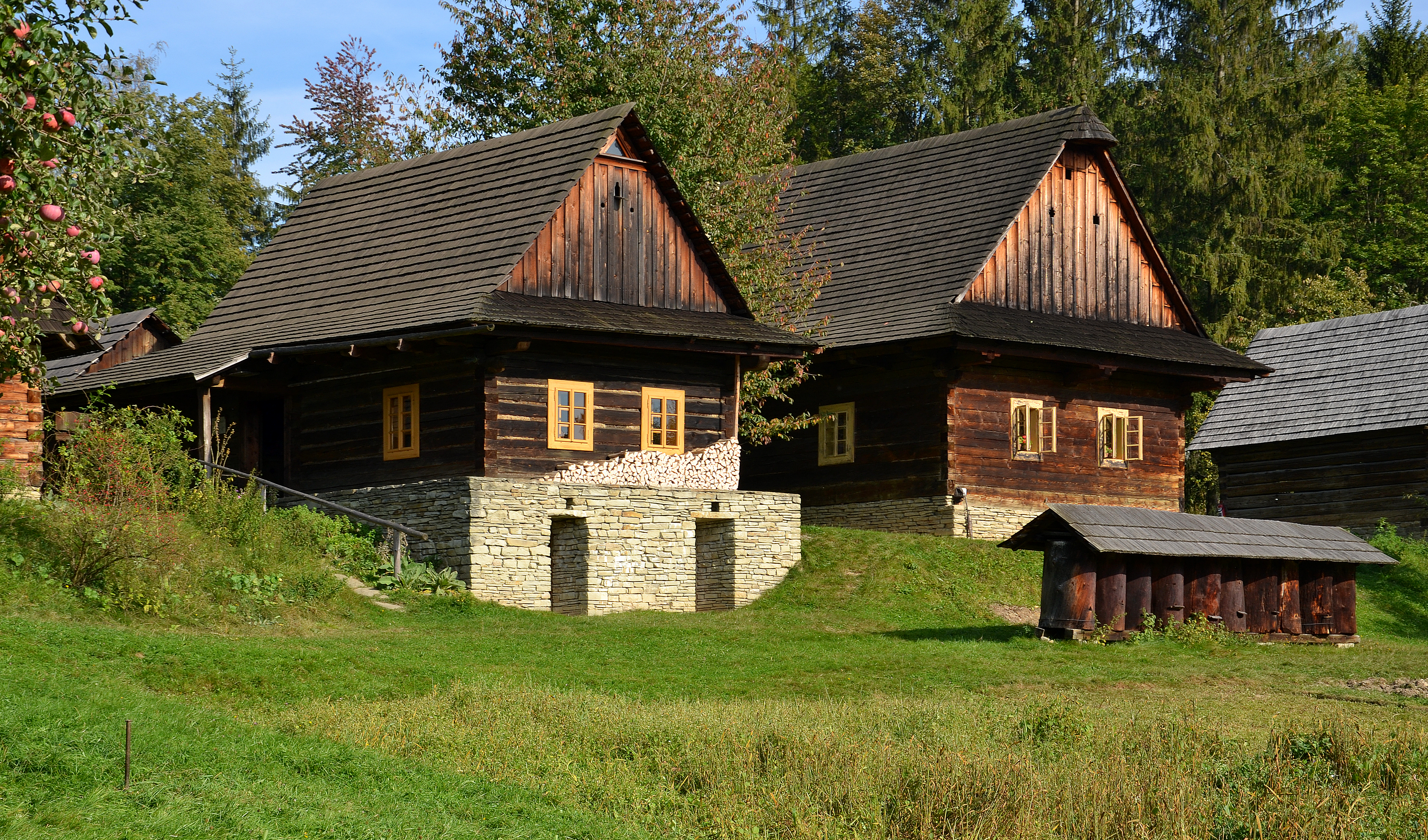
Village valaque de Rožnov pod Radhoštěm.

### Origines
Depuis l'Antiquité, les langues romanes orientales se sont formées dans les Balkans en trois étapes : du Ier au VIe siècle, par romanisation d'une partie des autochtones au nord de la ligne Jireček, apparition des Thraco-Romains parlant le roman oriental ; du VIe au XIe siècle, arrivée des Slaves et des Magyars, multiplication des Valachies et des Sklavinies (petits comtés de langue romane ou slave sous souveraineté des États plus puissants comme le khanat des Avars, le premier Empire bulgare, l'Empire byzantin ou le royaume de Hongrie) et dispersion en « îlots linguistiques » des Romans orientaux parlant le proto-roumain ; enfin depuis le XIIe siècle, séparation des Romans orientaux et de leurs langues entre le Nord-Est (actuelles Roumanie et Moldavie), le Nord-Ouest (Valaquie morave), l'Ouest (Istrie) et le Sud (Aroumains et Megleno-roumains des Balkans). Aujourd'hui, les Roumains (au sens linguistique, soit 23 millions de locuteurs) ont construit deux États modernes, tandis que les Istriens, les Aroumains et les Méglénites perpétuent leur culture et leur langue, mais, minoritaires dans les pays où ils vivent (les estimations les plus hautes ne dépassent pas quelques centaines pour les Istriens, 300.000 pour les Aroumains et quelques milliers pour les Méglénites), ne revendiquent pas d'État.
La première mention des populations de langue romane des Balkans est faite en 579 par Théophane le Confesseur et Théophylacte Simocatta dans la chronique d'une bataille contre les tribus des Avars, les romanophones combattant dans les rangs de l'armée romaine d'orient dite « byzantine ». À cette époque, les chroniqueurs byzantins appelaient Ῥωμαίοι - Rhômaíoi ou Romées, soit « Romains » en grec tous les citoyens de la Βασιλεία των Ῥωμαίων - Basileía tôn Rômaíôn : « empire des Romains » en grec), et, pour distinguer parmi eux les populations romanophones des Balkans, ils utilisaient le nom de Besses (une ancienne tribu thrace : ainsi, en 570, le pèlerin Antonin de Plaisance en visite au monastère Sainte-Catherine du Sinaï décrit les langues les plus parlées par les moines byzantins : « grec, latin, syriaque, copte et besse »). Au IXe siècle le nom de Valaques commence à supplanter celui de Besses : dans son Strategikon, Cécaumène précise au XIe siècle que les romanophones de Thessalie descendent des anciens Thraces et Daces et qu'on les appelle Besses ou Valaques.
Sous la forme Volokhs ou Volochovènes, le terme a été aussi utilisé par les peuples slaves pour désigner les populations situées au sud de leurs frontières, lors de leur arrivée dans la région.
Les étymologistes et linguistes, pour leur part, pensent que l'endonyme Rumâni/Armãni par lequel se désignent les Valaques, remonte à Ῥωμανία (« Romania » : l'Empire romain d'Orient, que l'historiographie postérieure au XVIe siècle nomme « byzantin »).

### Moyen Âge

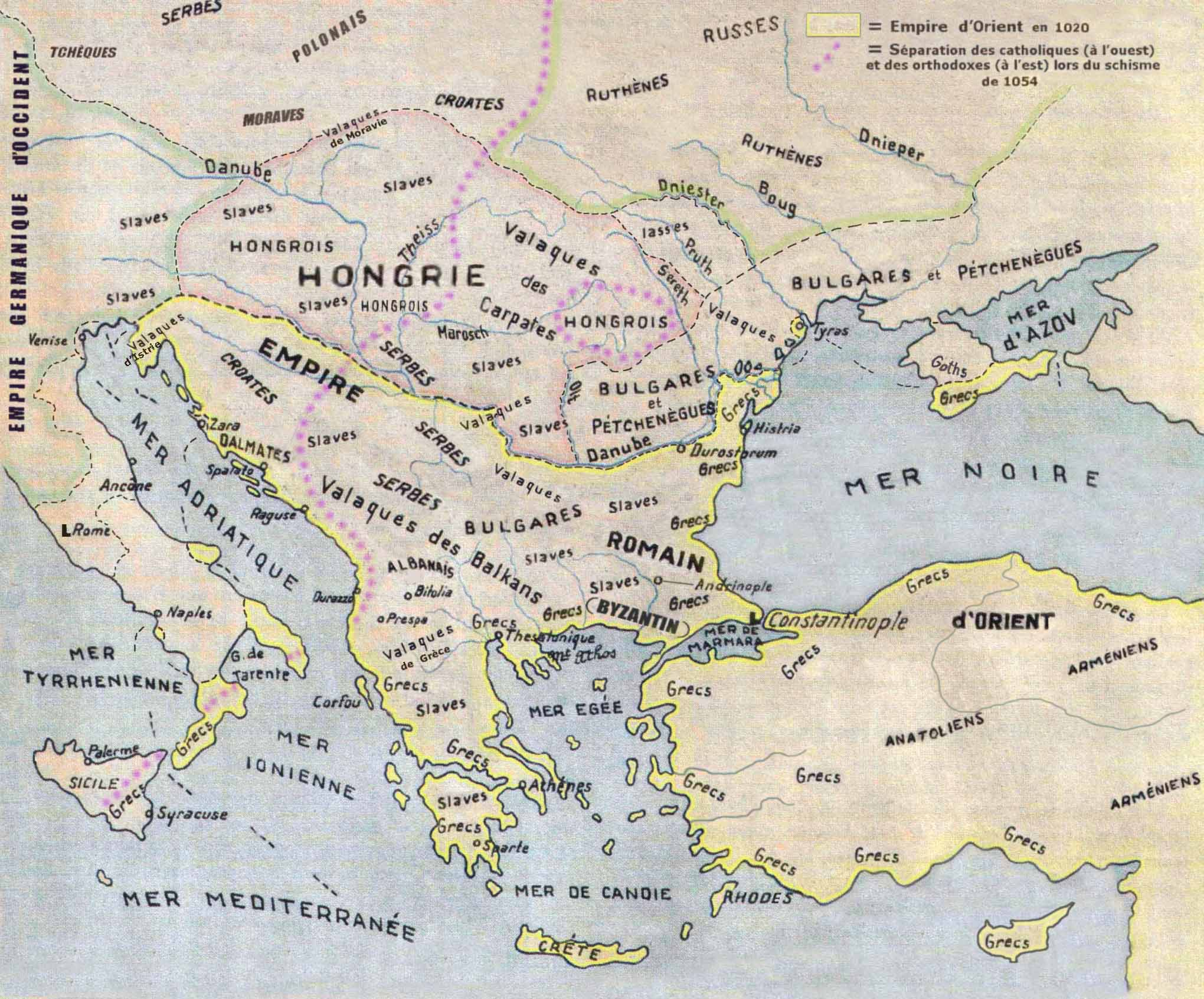
Les Valaques des Balkans, des Carpates et des alentours peu après l'an mil, selon Ferdinand Lot et Alexandre Xénopol.

Lors de la fondation du premier Empire bulgare par les Proto-Bulgares tengristes, la plupart des Valaques, ainsi que les Slaves des Balkans orientaux et les Grecs des côtes de la Mer Noire, se retrouvent au sein de ce nouvel état, qui adopte leur religion (chrétienne orthodoxe) en 864. Le chroniqueur byzantin Kedrenos est le premier à employer le terme de Valaques quand il raconte l'assassinat par ceux-ci du frère du tsar bulgare Samuel, en 976. Auparavant, les Byzantins n'utilisaient pas de terme spécifique pour les désigner, mais les incluaient dans le terme générique de Ῥωμαίοι (« Romains ») donné à tous les habitants aborigènes de l'ancienne Ῥωμανία (l'Empire), y compris hellénophones ou albanophones. La toponymie et l’anthroponymie ainsi que la linguistique balkanique montrent que des populations slaves, romanes et grecques y vivaient : les premières, surtout agricoles, dominant dans les plaines (Σκλαβινίαι, Склавинии, « sklavinies »), les deuxièmes, surtout pastorales sur les piémonts (Βλαχίες, Влахии, « valachies » de droit valaque) et les troisièmes, surtout urbaines, marchandes et maritimes dans les grandes villes et sur les côtes (κεφαλίες, кефалии, « céphalies »),,,,,,.
En 1018, au terme d'une guerre longue et sanglante, l'empereur byzantin Basile II parvient à reconquérir la péninsule des Balkans en anéantissant la Bulgarie. Cela provoque de grands déplacements de populations, et notamment d'une partie des proto-Roumains de Mésie qui se dispersent : une partie d'entre eux migre vers la Transylvanie où ils grossissent les rangs de ceux qui s'y trouvaient déjà, et quelques-uns atteignent les pays tchèques, en Moravie septentrionale, où ils forment une Valachie morave, tandis qu'au sud, d'autres s'installent en Thessalie qui est alors appelée la Grande Valachie (Μεγάλη Βλαχία) par les auteurs byzantins ; des groupes moins importants s'installent en Acarnanie alors appelée par les mêmes chroniqueurs et par Jean Apocauce Petite Valachie (Μικρή Βλαχία), et dans le Péloponnèse,.
Avant la Roumanie moderne, la seule formation politique d'envergure montrant une participation des Valaques, est le royaume des Bulgares et des Valaques (1186-1280), issu de leur révolte contre l'Empire byzantin en 1180-1186.
Contrairement à ceux de Valachie, Moldavie et Transylvanie (les Roumains), les Valaques des Balkans (les Aroumains) n'ont plus d'histoire politique après 1280 : ils vivront en bergers, cultivateurs et commerçants au sein des états grecs, serbes ou bulgares, puis de l'Empire ottoman. Une petite partie d'entre eux, quelques villages de Mégléniotes, s'est d'ailleurs convertie à l'islam. Les communautés valaques disparues d'Herzégovine, de Romanie bosniaque, de Valaquie serbe et de Morlaquie ont laissé des stèles ou des sarcophages en pierre appelés localement stecci, ; des pigments révèlent qu'ils étaient initialement polychromes à la manière des stèles en bois plus récentes, comme celles de Sapântsa. Quelques-uns de ces stecci ont été amenés de leur site d'origine dans le jardin du Musée national de Bosnie-Herzégovine à Sarajevo, où, conformément à l'historiographie bosniaque officielle, ils sont présentés comme des « tombes patarines slaves ». Dans l'historiographie bosniaque, le mot « valaque » désigne « des envahisseurs venus de l'Est », ancêtres orthodoxes des Serbes de Bosnie,.

Quelques stecci de Bosnie-Herzégovine
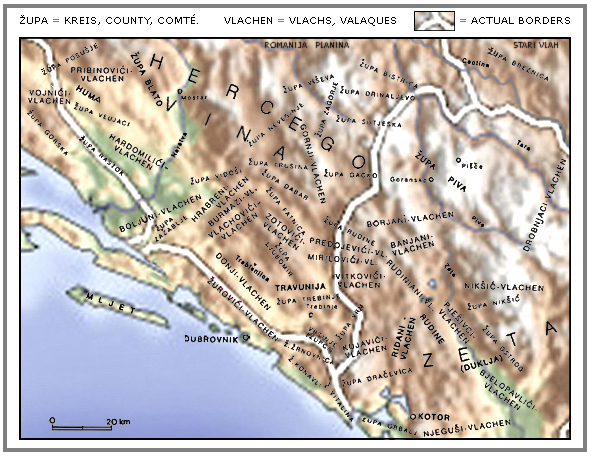
Les communautés médiévales valaques d'Herzégovine et de la Zeta, auteurs probables mais non exclusifs des stećci.
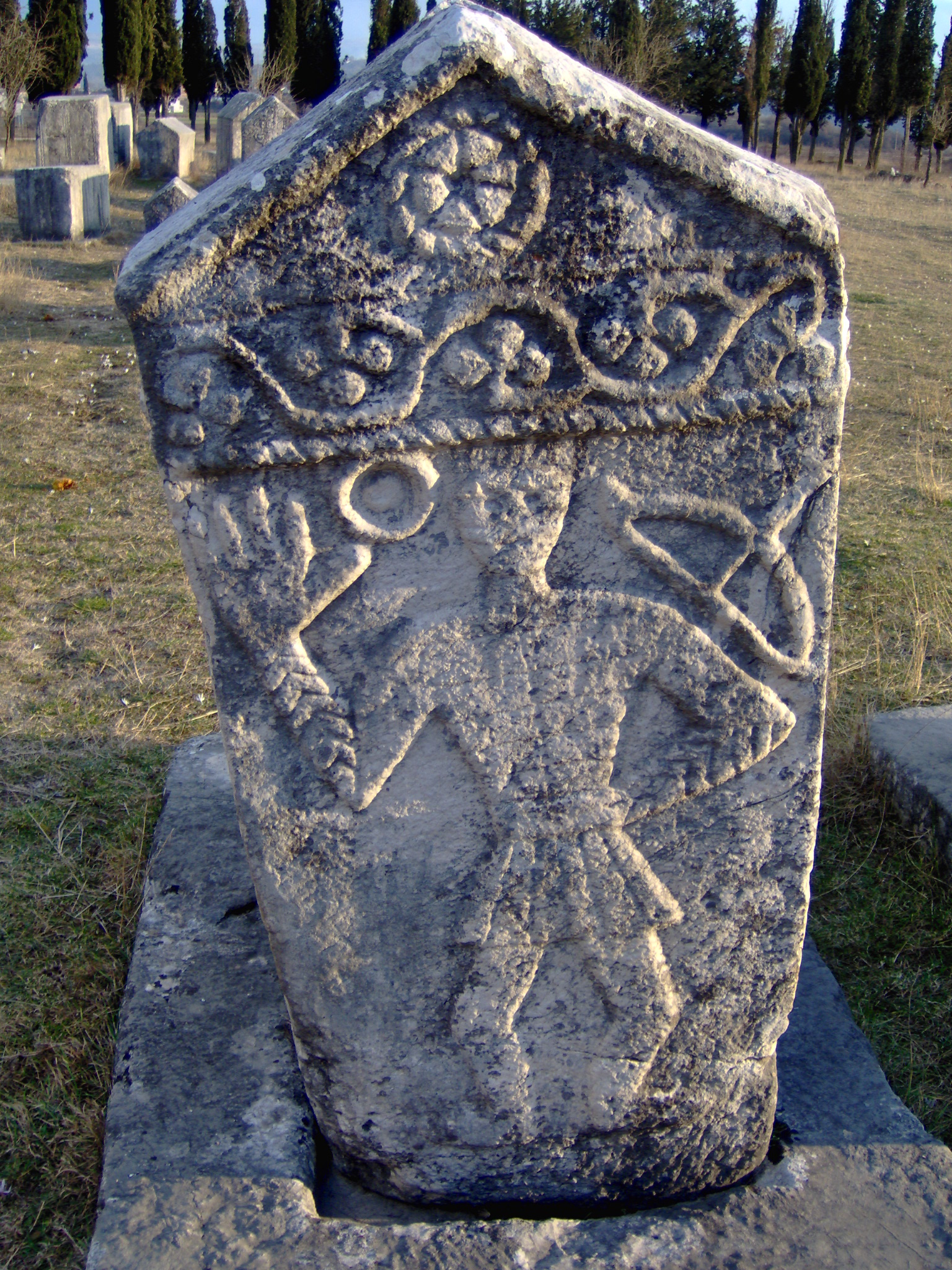
Divers
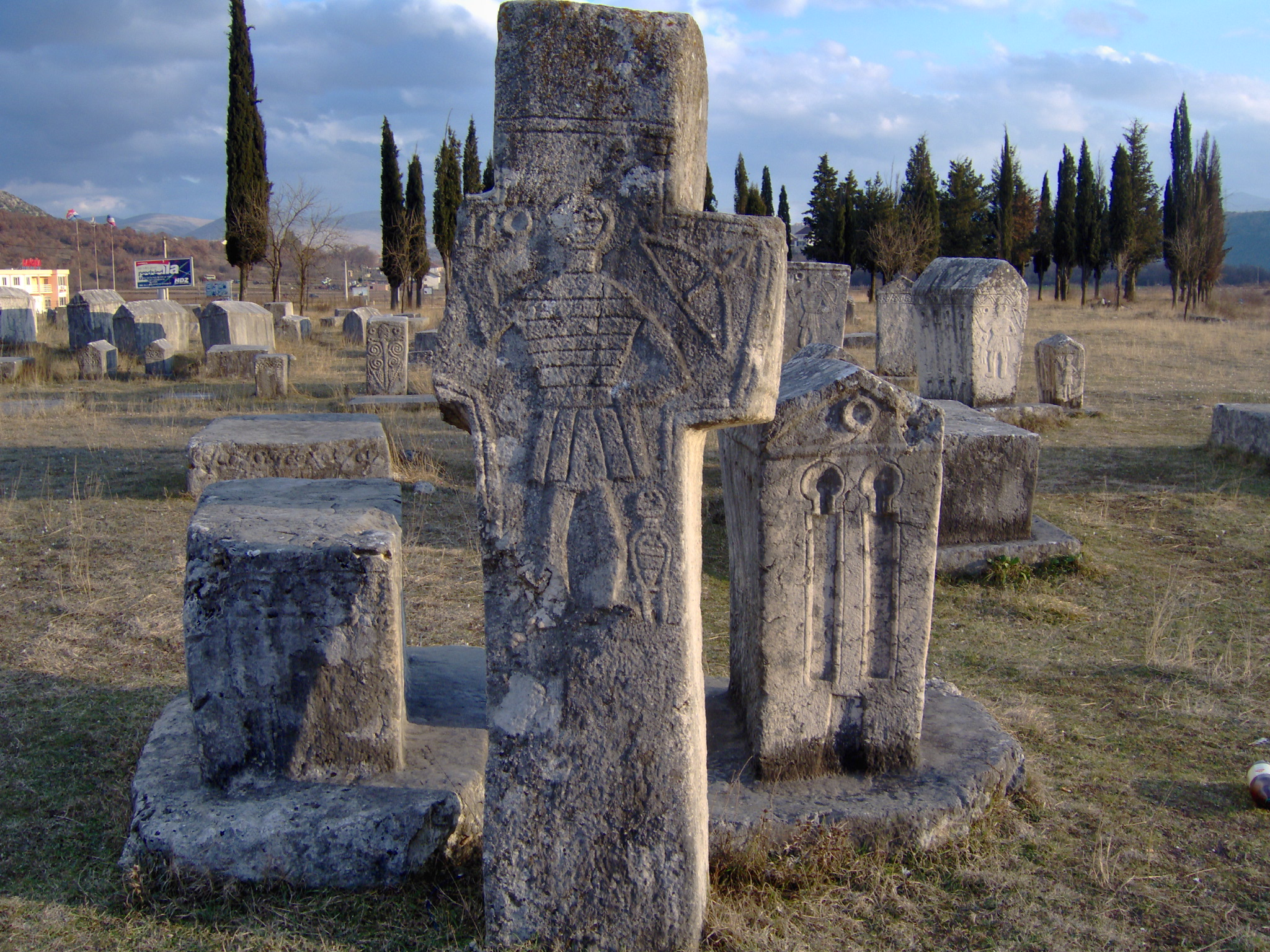
exemples
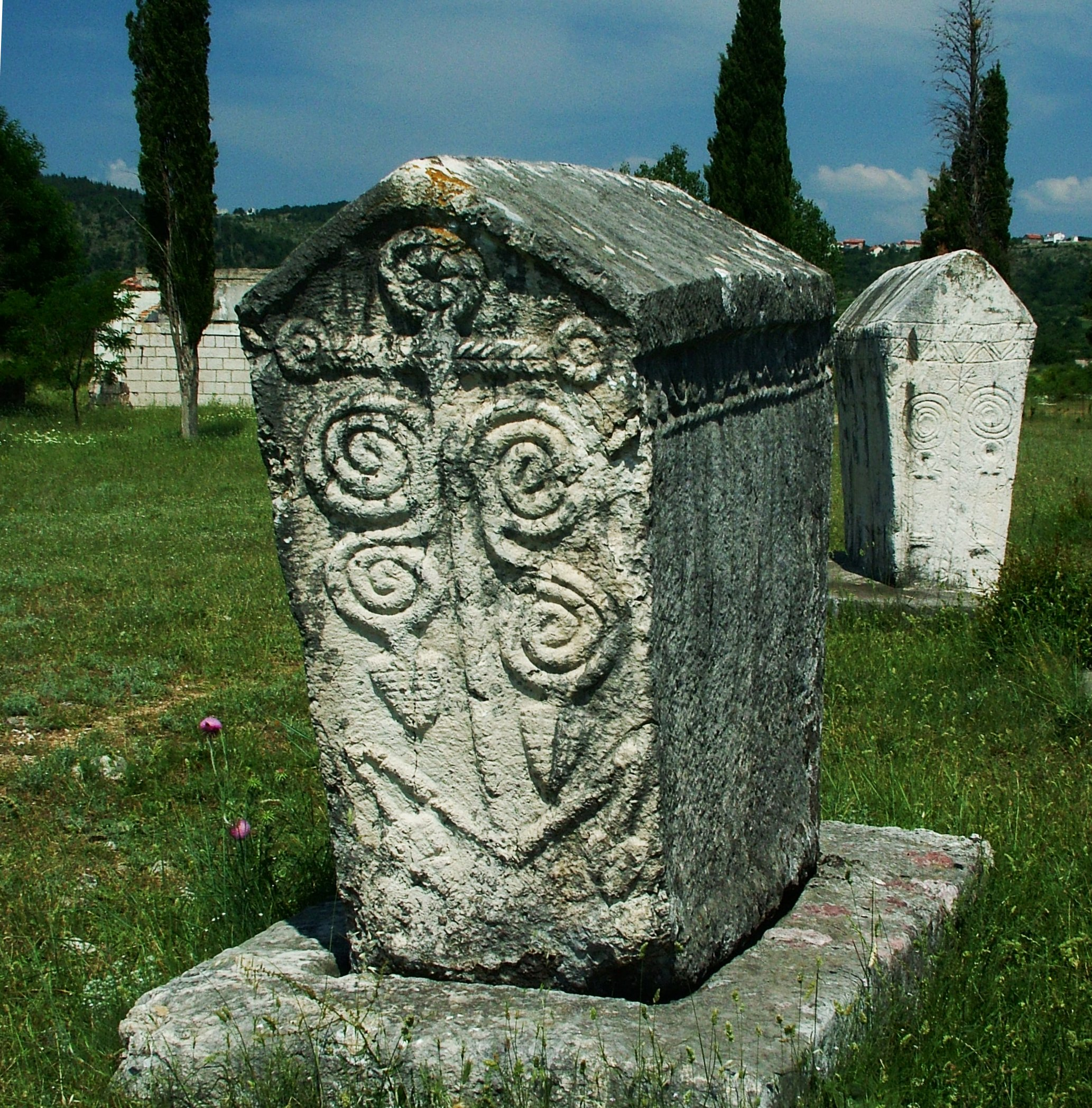
de
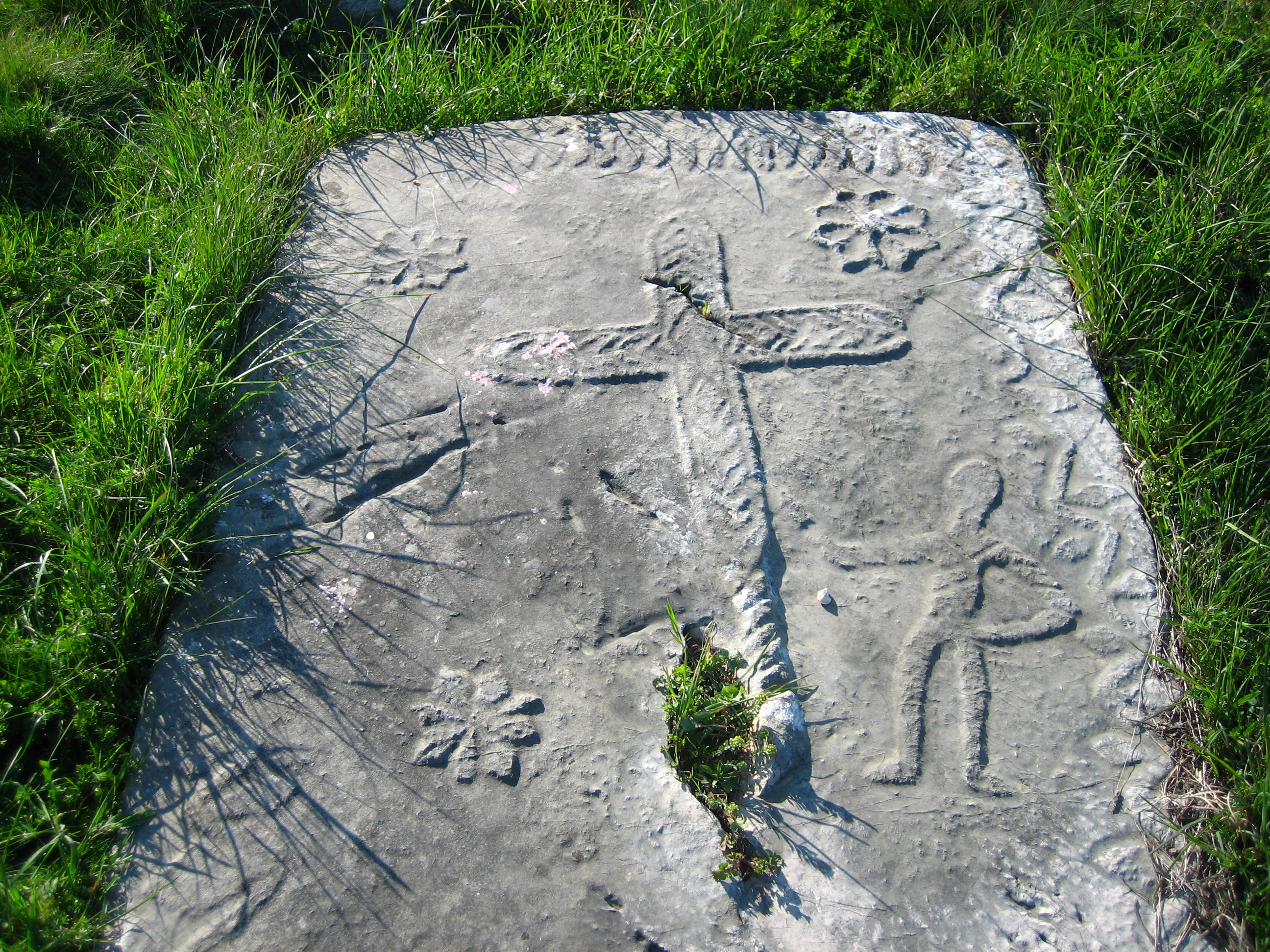
stećci.
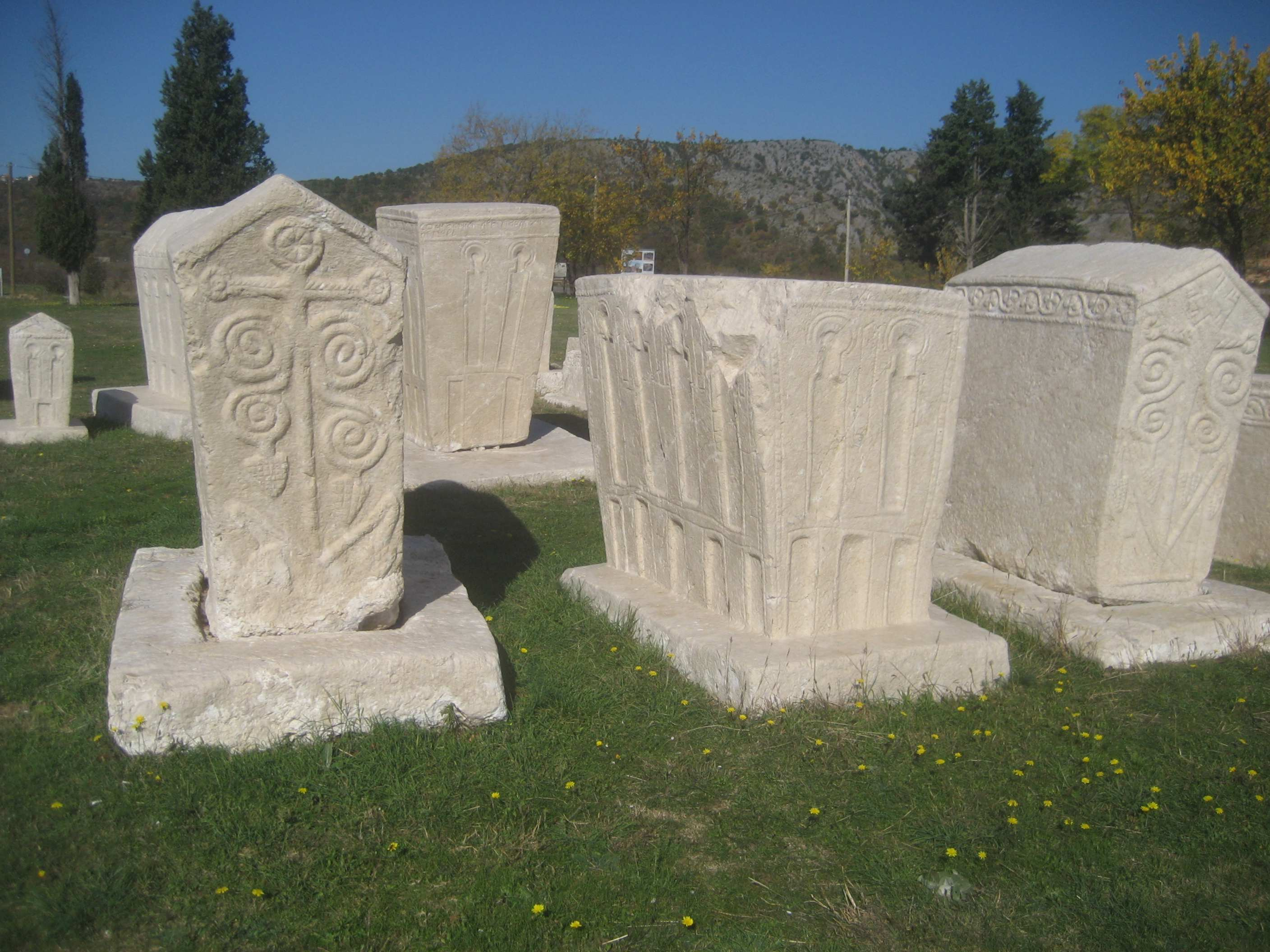
« Nécropole bogomile »
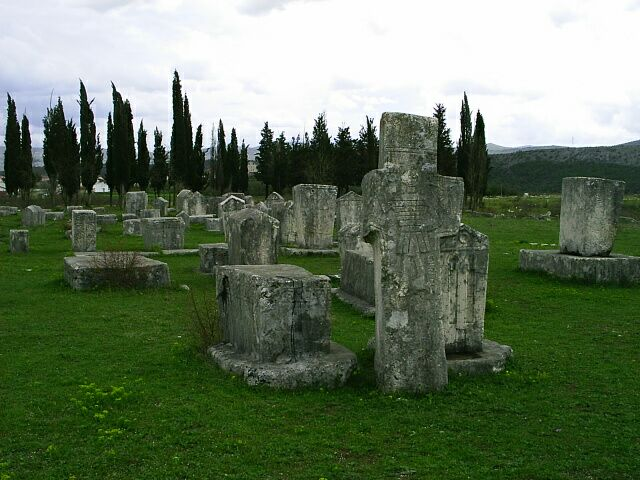
de Radimlje.

### Période moderne
Les Istro-roumains ne sont plus que quelques dizaines, en Istrie, à l'ouest de Rijeka. Les Karavlasi ou Morlaques ont disparu au XVIIIe siècle, assimilés aux Vénitiens ou aux Croates. Ces deux populations, catholiques, sont, selon la plupart des historiens, issues des Valachies du centre de l'ancienne Yougoslavie, désignées encore aujourd'hui par des toponymes tels que Vlasić, Stari Vlah, Romanija Planina ou Durmitor : vers 1530, deux seigneurs croates, les comtes Zrinski et Frankopan, accordèrent des franchises à ces populations qui finirent par adopter la langue serbo-croate en se mêlant aux réfugiés fuyant la répression de l'Empire ottoman dans les plaines (Serbes de Rascie et Albanais du Kosovo à l'époque encore chrétiens orthodoxes sous obédience de l'Église orthodoxe serbe). Environ 200 000 Serbes et Albanais rejoignirent dans ces confins les Valaques entre 1690 et 1694 : le statut de ces réfugiés fidèles à l'Église orthodoxe serbe est alors plus enviable que celui des serfs croates (donc catholiques). Cela qui provoque une fuite de la population croate vers les confins militaires de l'empire d'Autriche (suzerain des seigneurs croates) ainsi que son adhésion à l'Église serbe dans le but d'avoir les mêmes avantages que les réfugiés.
La fuite de leurs serfs provoque la colère des nobles croates, d'autant que lorsque les confins militaires autrichiens furent en majorité peuplés d'orthodoxes, vers 1559, l'empereur et le conseil militaire de Vienne retirèrent aux nobles croates toute autorité sur la région en raison des statuta valachorum promulgués en 1630. Les pandoures et les fermiers orthodoxes des confins militaires, qu'ils fussent Serbes ou Roumains adoptèrent aussi la langue serbo-croate tandis que le valaque et l'albanais disparaissent, non sans laisser des traces dans le lexique local ; dès lors, le terme de Valaque n'y désigne plus des populations latinophones, mais devient chez les Croates un terme péjoratif pour les bergers transhumants des Balkans et plus généralement pour les orthodoxes, Slaves ou Valaques.
Lors du « printemps des peuples » au XIXe siècle, les Valaques Aroumains des Balkans ne prennent pas part à la renaissance culturelle roumaine, ne revendiquent aucun territoire, et la majorité d'entre eux choisit de se déclarer membres de l’Elleniki ethniki koinonia (communauté nationale hellénique) mais de langue aroumaine. Une autre partie de la communauté a émigré en Roumanie (pays qui avait financé leur système scolaire de 1866 à 1940, mais en tentant de substituer la langue roumaine à l'aroumain) avant et après la Première Guerre mondiale, pour peupler notamment la Dobroudja du Sud que la Roumanie avait enlevée à la Bulgarie en 1913.
Pendant les deux guerres mondiales, Italie et Roumanie tentèrent, vainement, d’instrumentaliser les Valaques à travers le projet, qui ne se concrétisa pas, d’une « principauté du Pinde », qualifiée par les intéressés de « sinistre pantalonnade ». Lorsque la Roumanie devint fasciste, le réseau scolaire roumain servit parfois à véhiculer les idées de la Garde de fer, ce aboutit à la constitution d'une « légion Diamandi (en)-Matoussis » formée de quelques dizaines d’hommes qui sillonnèrent les montagnes pour tenter de rallier à ce projet les Aroumains, qui, prudemment, ne répondirent pas à leurs avances, préférant s’engager dans le mouvement de résistance EAM ; ils ne se laissèrent pas davantage séduire pendant la guerre civile grecque (1946-49) par les émissaires roumains du Kominform communiste qui leur promettaient une région autonome sur le modèle soviétique. La Roumanie cessa de financer les écoles aroumaines en 1945.
Aujourd'hui les Aroumains ne revendiquent aucune structure territoriale ou politique au sein des pays où ils vivent, mais ont une vie culturelle intense, cultivent leur langue et maintiennent leurs liens d'un pays à l'autre.

## Légendes anciennes
Dans leur culture populaire, les Valaques ont plusieurs mythes de leurs origines, certains anciens, d'autres plus récents.
Au nord du Danube, l'un de ces anciens mythes agraires, plugușorul (« la petite charrue »), gardait le souvenir de « Trajan, venu il y a bien des ans », fondateur et bâtisseur.
Au sud du Danube, deux anciennes légendes rapportent, l'une que les Valaques auraient jadis vécu au nord de l'actuelle Serbie « dans la vaste plaine de Sermion » d'où ils auraient fui devant les invasions vers le couchant (Stari Vlah et Romanija Planina où ils auraient laissé les sarcophages nommés stećci, Istrie), le levant (Banat, montagnes transylvaines) et le midi (Pinde, Thessalie), l'autre qu'ils descendraient des « caravaniers des Romains » chargés de construire, défendre et entretenir la Via Egnatia (reliant Dyrrhachium, aujourd'hui Durrës en Albanie, à Constantinople), les ports du Danube et les castrae du limes danubien, ainsi que les mines d'or et de sel des Carpates. Ces deux mythes se comprennent en relation avec les anciennes routes de transhumance et de commerce des Valaques, reliant les sites en question. Des légendes populaires plus récentes (XIXe siècle) les font descendre du général romain fictif « Blaccus » qui aurait commandé la légion V « des alouettes » cantonnée en Mésie.

## Controverses nationalistes modernes
La polysémie du nom « Valaques » induit des confusions dans son utilisation. Dans la majorité des sources secondaires, il désigne indistinctement les Roumains et les Aroumains antérieurement à l’émergence de la Roumanie, sans préciser qu’il s’agit de Roumains et d’Aroumains, ce qui laisse penser au lecteur non averti qu’il s’agit, peut-être, d’une tribu slave ou turcophone. Des auteurs tels Jacques Bertin, Olivier Buchsenschutz ou Jean Devisse prennent le parti d’utiliser « Moldo-Valaques », ce qui en exclut les transylvains. Ne connaissant pas le mot français « Valaques », ou souhaitant le réserver pour désigner les habitants actuels de la région géographique roumaine de Valachie, certains historiens roumains et grecs utilisent pour les Aroumains des formes telles que Vlachs (forme anglaise), « Vlaques », « Aromounes » (forme allemande Aromunen) ou « Macédo-Roumains » (dénomination roumaine).
Confrontés au XIXe siècle aux revendications de la renaissance culturelle roumaine, les Empires austro-hongrois et russe se sont efforcés, par la méthode hypercritique, de réfuter les arguments des historiens roumains à propos de l’origine des roumanophones pour nier leur ancienneté dans les territoires dont ils revendiquaient l’autonomie ou l’union en un seul État : c’est le cas, entre autres, d’Eduard-Robert Rössler qui diffuse les théories de Franz-Josef Sulzer, de Josef-Karl Eder et de Johann Christian von Engel (en), présentant les « Valaques » comme un peuple primitif et fruste, et leurs anciens princes comme des monstres fourbes et assoiffés de sang (ce qu’Ármin Vámbéry, professeur à l’université de Budapest, transmettra à Bram Stoker qui le cite dans son roman Dracula en tant qu’Arminius Vambery).
Selon ce point de vue, linguistique et toponymie ne prouvent rien : durant l’antiquité tardive et le Haut Moyen-Âge, les locuteurs des langues romanes orientales auraient disparu au nord du Danube, retirés par Aurélien selon le récit d'Eutrope interprété littéralement, ou chassés par les Germains, les Huns et les Avars : peu importe, du moment que cela fait des Magyars à leur arrivée le premier peuple à s'y établir. Au sud du Danube, ils auraient été submergés par les Slaves méridionaux, ne subsistant que comme infimes minorités isolées. Ainsi les sources secondaires ne mentionnent pas l’existence des romanophones orientaux, produisant l’« illusion historique » d’une « disparition durant mille ans » suivie d’une « inexplicable réapparition ». Des historiens roumains comme Gheorghe I. Brătianu ont rebondi sur ce paradoxe pour qualifier les Roumains d’« énigme et miracle historique ».
Dans cette perspective historique, dominante dans les pays voisins de la Roumanie et de la Moldavie, les locuteurs des langues romanes orientales, bien qu'en majorité bergers transhumants, auraient été les seuls à ne pouvoir franchir ni les Carpates, ni le Danube, ni l'Haemus alors que les autres peuples le pouvaient. Illustrant ce point de vue, les territoires où l’on parlait un idiome roman figurent souvent sur les cartes historiques comme de simples parties des États voisins, ne montrant, même en pointillé, ni les romanophones, ni plus tard les principautés autonomes de Moldavie, Transylvanie et Valachie. Pour le premier millénaire (275-1275), si les « sklavinies » sont bien admises, les « valachies » en revanche ne seraient que des inventions des historiens roumains, suspects de partialité par définition, et le « droit valaque ne désignerait rien de plus que des exemptions de taxes accordées par les rois de Hongrie ou de Galicie-Volhynie » à leurs nobles pour défricher des terres royales à l’aide d’ouvriers agricoles valaques importés des Balkans.
Le progrès des nationalismes au début du XXIe siècle ravive les controverses et les postulats protochronistes d’auteurs balkaniques, hongrois ou roumains qui pratiquent la méthode hypercritique pour défendre des thèses exclusives et incompatibles, interprétant l’archéologie, la linguistique et la toponymie de manière à valider leurs a priori. Toute synthèse est impossible et la large diffusion des thèses exclusives marginalise les rares chercheurs qui pensent que les locuteurs du roman oriental ont pratiqué la transhumance pastorale aussi bien au nord qu’au sud des Carpates, du Danube et des Balkans.
C’est à partir du Xe siècle, avec la stabilisation des royaumes médiévaux succédant à la Dacie aurélienne et aux Avars, que les Daco-Roumains au nord de la ligne Jireček, les Aroumains et Mégléno-roumains au sud, évoluent séparément dans un processus similaire à la différenciation des romanophones d’oïl et des occitanophones d’oc dans l’espace gallo-romain.
Selon ces recherches, les romanophones (ponctuellement regroupés en « valachies »), les slavophones (ponctuellement regroupés en « sklavinies ») et les autres (albanophones, hellénophones, magyarophones…) ont évolué ensemble, sur un territoire multilingue plus vaste que les états actuels, allant de l’Adriatique à la mer Noire et de l’actuelle Ukraine occidentale au centre de l’actuelle Grèce, sans que nul ne puisse affirmer avec certitude quel groupe linguistique ou confessionnel était majoritaire à tel ou tel endroit, faute de statistiques ethniques à l’époque.
Quoi qu’il en soit, même s’il n'existait aucun argument archéologique, toponymique ou linguistique et aucune mention écrite, la simple existence des langues romanes orientales suffit à prouver que les Thraco-Romains, locuteurs romanophones, ont survécu à l’arrivée des Slaves, des Proto-Bulgares et des Magyars dans la région, et que les « Valaques » ne sont pas apparus par « génération spontanée » au XIIIe siècle.
La volonté d'« effacer de l'histoire » les ancêtres des Roumains n'est qu'un aspect antiroumain du protochronisme plus général qui se diffuse en Europe du Sud-Est, faisant fi de toute déontologie et méthodologie pour véhiculer sur internet et dans les livres scolaires, des thèses affirmant que la population majoritaire actuelle de chaque état, serait un isolat génétique ou linguistique intégralement autochtone et descendant en droite ligne des populations locales les plus anciennes. En réaction, les protochronistes roumains affirment que les Daces seraient issus d'une très ancienne invasion « Aryenne », antérieure aux Latins et aux Grecs antiques qui n'auraient fait qu'imiter de manière bien pâle sa formidable avance spirituelle (avec religion monothéiste avant les Hébreux et écriture avant les Sumériens et les Égyptiens).
Ces outrances pseudohistoriques ont fait dire à l’historien Neagu Djuvara, dans une interview de 2008, que « les arguments des thèses antagonistes peuvent tous être contestés, mais ils ont le mérite d’exister, tandis qu’aucun fait archéologique et aucune source écrite n’étaye l’hypothèse d’une disparition pure et simple des romanophones pendant mille ans, de 275 à 1275, qu’ils se soient envolés avec les hirondelles pour migrer en Afrique, ou qu’ils soient allés hiberner avec les ours dans les grottes des Carpates ou des Balkans ». Le dénigrement réciproque des historiens impliqués, usant les uns envers les autres de la méthode hypercritique, a inspiré à Winston Churchill ce commentaire : « La région des Balkans a tendance à produire plus d’histoire qu'elle ne peut en consommer ».